# Filosofia ebraica

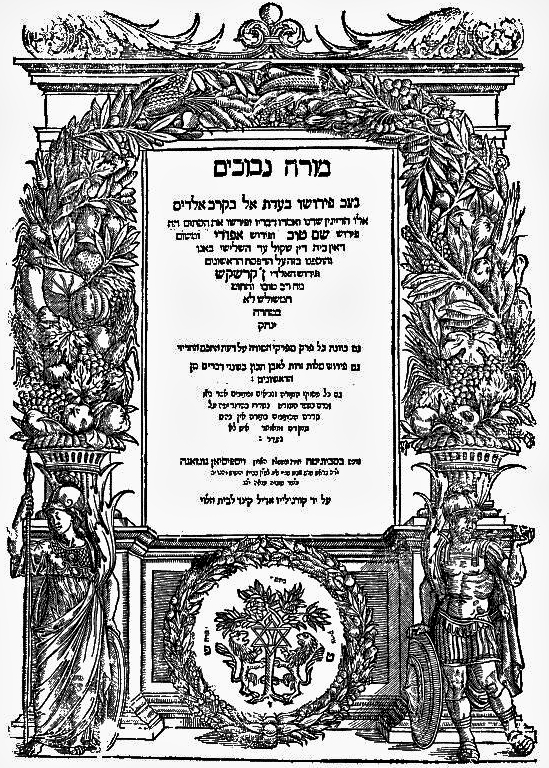
Frontespizio della Guida dei perplessi di Maimonide

La filosofia ebraica (in ebraico פילוסופיה יהודית‎?; in arabo الفلسفة اليهودية‎?; yiddish: ייִדיש פֿילאָסאָפֿיע) include tutta la filosofia prodotta dagli ebrei, o relativa alla religione dell'ebraismo. Fino alla moderna Haskalah (Illuminismo ebraico) e all'emancipazione ebraica, la filosofia ebraica tentava principalmente di conciliare nuove idee coerenti con la tradizione del rabbinismo, organizzando così le idee emergenti che non necessariamente erano ebraiche in una visione del mondo univoca. Con la loro accettazione nella società moderna, quegli ebrei che possedevano una formazione laica abbracciarono o svilupparono filosofie completamente nuove per soddisfare le esigenze del mondo in cui ora si trovavano.
Il termine "filosofia ebraica" non è quindi universalmente accettato; è tuttavia un argomento che richiede un'attenta analisi ed un'accurata definizione e spiegazione dei termini. Secondo alcuni essa è un tentativo di fondere insieme gli insegnamenti laici ed ateistici con quelli religiosi dell'ebraismo, secondo altri, invece, si tratta piuttosto di una forma relativamente moderna di razionalizzazione dell'ebraismo stesso. La riscoperta medievale del pensiero greco da parte dei Gaonim delle accademie babilonesi del X secolo portò la filosofia razionalista nell'ebraismo biblico-talmudico. La filosofia era generalmente in concorrenza con la cabala ebraica: entrambe le scuole sarebbero diventate parte della letteratura rabbinica classica, sebbene il declino del razionalismo scolastico coincidesse con gli eventi storici che attrassero gli ebrei verso l'approccio cabalistico. Per gli ebrei aschenaziti l'emancipazione e l'incontro col pensiero laico dal XVIII secolo in poi alterò la loro interpretazione di filosofia. Le comunità aschenazite e sefardite ebbero una più tarda e ambivalente interazione con la cultura secolare che non gli ebrei dell'Europa occidentale. Nelle varie risposte alla modernità, le idee filosofiche ebraiche furono sviluppate in tutta la gamma di emergenti correnti religiose. Tali sviluppi possono essere visti sia come continuazioni o rotture con il canone della filosofia rabbinica medievale, sia come altri aspetti dialettici storici del pensiero ebraico, e ha condotto a diversi atteggiamenti ebraici contemporanei rispetto ai metodi filosofici.

## Principi della filosofia ebraica
Va notato che le fonti ebraiche principali, come Tanakh e Talmud, non contengono i termini filosofia (che è di origine greca e significa letteralmente "amore della sapienza") e giudaismo poiché tali fonti, che partono dal presupposto che gli insegnamenti in essi contenuti servono come precetti per il comportamento dei fedeli, anche base per elaborazioni di tipo sapienzale, sono precedenti nel sapere, il primo caso, mentre nel secondo caso se ne considera generale la definizione la cui concezione viene espressa altrimenti.
Come con ogni fusione tra filosofia e religione, l'approccio è difficoltoso, perché i filosofi classici cominciano senza ipotesi certe da cui dedurre le conclusioni che devono raggiungere con la loro ricerca, mentre i pensatori religiosi hanno una serie di principi religiosi che devono assumere come veri.
A causa di queste divergenze negli obiettivi e nei punti di vista, alcuni sostengono che non si può sia essere filosofi che aderire ad una determinata religione: secondo questo presupposto, tutti i tentativi di sintesi tra religione e filosofia sono destinati a fallire. Per esempio, il Rabbino Nachman, un mistico Chassid, considera tutta la filosofia falsa ed eretica. Affrontando l'argomento in modo opposto, Baruch Spinoza, un panteista, considera la religione rivelata inferiore alla filosofia, e quindi la filosofia ebraica tradizionale come un fallimento intellettuale.
Altri sostengono la possibilità di una sintesi tra questi due mondi. Una via è quella di usare argomenti e ragionamenti filosofici per dimostrare la veridicità dei principi di una religione. Questa è una tecnica molto comune di cui si trovano testimonianze in scritti appartenenti a tradizioni di molte religioni, incluse l'ebraismo, il cristianesimo e l'Islam, ma questa non è generalmente accettata come vera filosofia dalla maggior parte dei filosofi. Un esempio di questo approccio si trova negli scritti di Lawrence Kelman, nel suo Permission to Believe, (Feldheim 1990).
Un altro modo di unire filosofia e religione è l'astenersi dal ritenere veri i principi di una data religione, fino a che non si giunga alle stesse conclusioni attraverso un processo filosofico. Questo è in un certo modo presente nell'opera del Rabbino ricostruzionista Mordecai Kaplan (XX secolo). Comunque questo approccio implica una mancanza di fede, secondo gli appartenenti alla religione stessa.
Un altro modo di procedere è applicare filosofia analitica alla propria religione per rafforzare le basi della fede. Tra i pensatori ebrei che presero questa posizione si notano Saadya Gaon, Gersonide, e Abraham ibn Daud. Con questa impostazione un credente sarebbe anche un filosofo se si ponesse queste domande:
- Qual è la natura di Dio? Come sappiamo che esiste?
- Qual è la natura della rivelazione? Come sappiamo che Dio rivela la sua volontà agli uomini?
- Che cosa della nostra tradizione religiosa deve essere interpretato alla lettera?
- Che cosa va interpretato allegoricamente?
- Che cosa bisogna credere per essere considerati aderenti ad una religione?
- Come si possono conciliare le scoperte della filosofia con la religione?
- Come si possono conciliare le scoperte della scienza con la religione?

Secondo alcuni questo potrebbe essere il compito della filosofia ebraica, ma il dibattito non è chiuso.

## Antica filosofia ebraica

### Filosofia nella Bibbia
La letteratura rabbinica a volte considera Abramo come "filosofo". Alcuni studiosi hanno asserito che Abramo introdusse un tipo di filosofia imparata da Melchisedec; altri attribuiscono lo Sefer Yetzirah ("Libro della Creazione") ad Abramo. Un midrash descrive come Abramo intendeva che il mondo terreno avesse un creatore e rettore paragonando la terra ad "una casa con dentro la luce", in quello che oggi viene chiamato Argomento del disegno divino. Il Libro dei Salmi contiene esortazioni ad "ammirare la saggezza di Hashem attraverso le Sue opere"; da ciò alcuni studiosi suggeriscono che l'Ebraismo intrattiene una sottocorrente filosofica. Il Libro di Qoelet è spesso considerato come l'unica vera opera filosofica della Bibbia ebraica: l'autore cerca di capire il posto degli esseri umani nel mondo e il senso della vita.

### Filone d'Alessandria

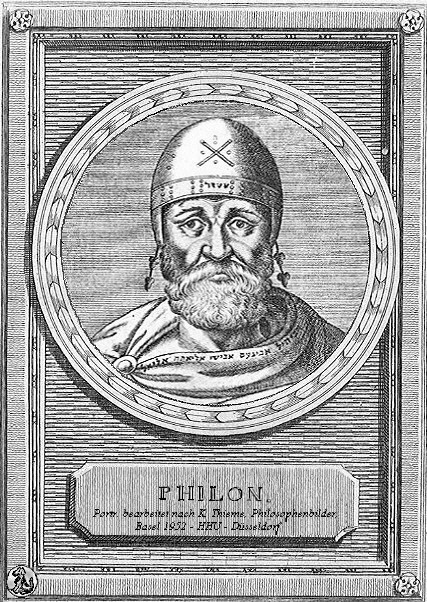
Filone d'Alessandria

Filone d'Alessandria tentò di fondere e armonizzare la filosofia greca e quella ebraica mediante l'allegoria che aveva imparato dall'esegesi ebraica e dagli Stoici. Filone cercò quindi di rendere la sua filosofia un mezzo per difendere e giustificare le verità religiose ebraiche. Considerò queste verità fisse e determinate, e la filosofia venne utilizzata come aiuto alla verità, un mezzo per arrivare ad essa. A tal fine Filone scelse dei principi filosofici greci, rifiutando quelli che non si armonizzavano con l'ebraismo, come per esempio la dottrina aristotelica dell'"eternità e indistruttibilità del mondo".
Il rabbino e filosofo Bernard Revel, nella sua tesi dottorale sulla "Halakhah Caraita", indica gli scritti di un caraita del X secolo, l'esegeta Ya'qub al-Qirqisani, che cita Filone, illustrando come i Caraiti facessero uso delle opere di Filone nello sviluppo del Caraismo. Le opere di Filone divennero importanti per studiosi cristiani medievali, che usarono il lavoro dei Caraiti per dare credito alle loro affermazioni che "quelle sono le credenze degli ebrei" - un'attribuzione tecnicamente corretta, ma mendace.

## Studi ebraici dopo la distruzione del Secondo Tempio
Con la distruzione del Secondo Tempio nel 70 e.v., il giudaidsmo del Secondo Tempio era in disfacimento, ma le tradizioni ebraiche venivano conservate grazie specialmente all'abile operato di Jochanan Ben Zakkai, che salvò il Sinedrio e lo spostò a Yavne. La speculazione filosofica non fu una parte centrale dell'ebraismo rabbinico, sebbene alcuni reputino la Mishnah come opera filosofica. Anche Rabbi Akiva viene considerato una figura filosofica: Tra le sue asserzioni si annoverano: 1) Quanto è favorito l'uomo, perché è stato creato secondo un'immagine "perché ad immagine di Dio Egli ha fatto l'uomo" (Genesi 9:6); 2) Tutto è previsto, ma la libertà [di arbitrio] è data ad ogni uomo; 3) Il mondo è governato dalla misericordia... ma la decisione divina è presa secondo la preponderanza del bene o del male nelle azioni.
Dopo la rivolta di Bar Kokhba, gli studiosi rabbinici si riunirono a Tiberiade e Safed per riesaminare l'Ebraismo, le sue leggi, teologia, liturgia, credenze e struttura di coordinazione. Nel 219 e.v., l'Accademia di Sura (dalla quale emerse la filosofia Kalām ebraica molti secoli dopo) fu fondata da Abba Arika. Nei cinque secoli successivi, le accademie talmudiche si concentrarono sulla ricostruzione dell'Ebraismo e non si preoccuparono quasi per niente della ricerca filosofica.

### Influenze
L'ebraismo rabbinico ebbe una limitata attività filosofica fino a quando non fu contestato da Islam, Caraismo e Cristianesimo - con Tanakh, Mishnah e Talmud, non c'era necessità di un contesto filosofico. Da un punto di vista economico, il dominio del commercio ebraico radanita era stato usurpato dalle conversioni forzate dai cristiani e islamici - conversioni e torture, che convincevano gli studiosi ebrei a riconoscere le minacce economiche nascenti. Queste situazioni innescarono nuove idee e scambi intellettuali tra gli studiosi ebrei e islamici nei settori della giurisprudenza, matematica, astronomia, logica e filosofia. Gli studiosi ebrei influenzarono gli studiosi islamici e viceversa. Accademici contemporanei continuano a discutere su chi fosse musulmano e chi ebreo - alcuni "studiosi islamici" erano in realtà "studiosi ebrei" prima della conversione forzata all'Islam; alcuni studiosi ebrei si convertirono volontariamente all'Islam, come Abdullah Ibn Salam (compagno sahaba del profeta Maometto), mentre altri successivamente ritornarono all'Ebraismo e altri ancora, nati e cresciuti come ebrei rimasero ambigui nelle loro credenze religiose, come Ibn al-Rawandi — sebbene fossero vissuti secondo i costumi dei loro vicini.
Verso il 700 e.v., `Amr ibn `Ubayd Abu `Uthman al-Basri introdusse due correnti di pensiero che influenzarono gli studiosi ebrei, islamici e cristiani:
1. Qadariyya[17] e
2. Bahshamiyya[18] Mu'tazilita.

La storia del Bahshamiyya Mu'tazili e Qadariyya è tanto importante quanto la simbiosi intellettuale di Ebraismo e Islam nella Spagna islamica.
Verso il 733 e.v., un importante personaggio letterario – Mar Natronai ben Habibai – si trasferisce a Kairouan (Qayrawan, città della Tunisia), poi in al-Andalus (Spagna islamica), trascrivendo a memoria il Talmud babilonese per l'Accademia di Kairouan — in seguito portandone con sé una copia in Spagna.

#### Caraismo
I Caraiti sono stati la prima setta ebraica a sottoporre l'Ebraismo al Mu'tazilah. Rifiutando il Talmud e la tradizione rabbinica, i Caraiti si presero la libertà di reinterpretare il Tanakh come meglio credevano. Questo significava abbandonare le strutture di credenze ebraiche fondamentali. Alcuni studiosi suggeriscono che l'impulso principale per la formazione del Caraismo sia stata una reazione al rapido aumento dello Sciismo islamico, che aveva riconosciuto l'Ebraismo come fede monoteistica compagna sostenendo però che penalizzasse il monoteismo rimandando ad un'autorità rabbinica. I Caraiti assorbirono alcuni aspetti di sette ebraiche come l'Isawismo (di influenza sciita), il Malikismo (sunnita) e lo Yudghanismo (sufi), influenzati dalla cultura islamica orientale, ma facevano riferimento a teologo al-Ashʿarī (Asharismo) quando contemplavano le scienze.

#### Inizia la sintesi filosofica
La diffusione dell'Islam in tutto il Medio Oriente e Nordafrica reso musulmano tutto quello che una volta era ebraico. La filosofia greca, la scienza, la medicina e la matematica venne assorbita dagli studiosi ebrei che vivevano nel mondo arabo grazie alle traduzioni in arabo di quei testi, rimanenze della famosa Biblioteca di Alessandria. I primi ebrei convertiti all'Islam portarono con loro storie dalla loro tradizione, note come Isra`iliyyat, che narravano dei Banu Isra`il, uomini pii dell'antico Israele. Uno dei più rinomati primi mistici islamici-sufi – Hasan al-Basri – introdusse numerose leggende isra'iliyyat nella cultura islamica, che diventarono storie rappresentative delle idee mistiche islamiche di pietismo sufi.
Il rabbino e teologo ebreo Hai Gaon, dell'Accademia di Pumbedita, iniziò una nuova fase della dottrina e indagine filosofica ebraiche (Hakirah), incrementando lo studio talmudico con studi non-ebraici. Hai Gaon fu un saggio ebreo con una conoscenza esatta dei movimenti teologici del suo tempo, tanto che il filosofo Mosè ibn Ezra lo chiamò un mutakallim. Hai era esperto nel discutere con i seguaci di Qadariyya e Mutazilismo, a volte adottando i loro metodi polemici. Attraverso la corrispondenza con le accademie talmudiche di Kairouan, Cordova e Lucena, Hai Gaon tramandò le sue scoperte agli studiosi talmudici di quei luoghi.
Gli insegnamenti dei "Fratelli della Purezza" vennero trasmessi all'Occidente da un arabo spagnolo di Madrid, Muhammad Abu`l-Qasim al-Majnti al-Andalusi, morto nel 1004. Grazie comunque a Ibn Rushd (Averroè), la Spagna divenne un centro di studi filosofici, come dimostrato dall'intensificazione di indagini filosofiche tra ebrei, musulmani e cristiani.

## Misticismo ebraico: la Qabbalah
Come già affermato più sopra, l'approccio "cabalistico" è un altro aspetto della teologia ebraica e viene trattato in voce separata. Si veda inoltre la "Critica della Qabbalah" più sotto.

## La filosofia ebraica prima di Maimonide

### "Hiwi l'Eretico"
Secondo Saadya Gaon, la comunità ebraica di Balkh (Afghanistan) era divisa in due gruppi: "ebrei" e "coloro che erano chiamati ebrei"; Hiwi al-Balkhi (IX secolo) era membro del secondo gruppo. Ḥīwī è generalmente considerato il primo filosofo "ebreo" che abbia sottoposto il Pentateuco ad un'analisi critica. Alcuni studiosi pensano che Hiwi sia stato un uomo in conflitto intellettuale, combattuto tra l'Ebraismo, lo Zoroastrismo, il Cristianesimo gnostico e il pensiero manicheo.
Ḥīwī sostenne la convinzione che gli atti miracolosi descritti nel Pentateuco, sono semplicemente esempi di persone che utilizzano le loro abilità di ragionamento per intraprendere ed eseguire atti apparentemente miracolosi. Come esempi di questa posizione, egli affermò che la divisione del Mar Rosso fu un fenomeno naturale e che la fama di grandezza di Mosè risiedette soltanto nella sua capacità di calcolare il momento giusto per la traversata. Ḥīwī sottolineò inoltre che i maghi egiziani erano in grado di riprodurre molti dei "miracoli" di Mosè, dimostrando quindi che tali "miracoli" non erano poi così unici. Secondo gli studiosi, l'errore più grave di Hiwi fu di avere redatto una versione del Pentateuco che riflettesse le proprie opinioni - tali testi, che divennero popolare, li distribuì in seguito ai bambini. Poiché le sue interpretazioni contraddicevano le opinioni sia dei saggi Rabbaniti che di quelli Caraiti, Ḥīwī fu dichiarato eretico. In questo contesto, tuttavia, possiamo considerare Ḥīwī, seppure imperfetto, come il primo commentatore biblico critico; le opinioni razionalistiche zelanti di Ḥīwī coincidono con quelle di Ibn al-Rawandi (827-911), uno dei primi scettici dell'Islam e critico delle religione in generale.
Saadya Gaon dedicò un intero trattato, scritto in ebraico rimato, a confutare le argomentazioni di Ḥīwī, due frammenti del quale, conservati nella Geniza del Cairo, sono stati pubblicati (Davidson, 1915; Schirmann, 1965). Le critiche di Ḥīwī sono annotate anche nel commentario di Abraham ibn Ezra sul Pentateuco. Saadya Gaon denunciò Ḥīwī quale razionalista estremo, un "Mulhidun", o ateo/deviatore. Abraham Ibn Daud descrisse Ḥīwī come un settario che "negava la Torah e tuttavia la usava per formulare una nuova Torah di suo piacimento".

### Saadya Gaon
Saadya (Ben Joseph) Gaon (arabo:Saʿīd Abī YaʿḲūb Yūsuf al-Fayyūmī – 892-942) è considerato tra i più grandi dei primi filosofi ebraici. La sua opera principale, scritta in arabo e comcpletata presso l'Accademia di Sura nel 933 con il titolo Kitāb al-Amānāt wa-al-Iʿtiqādāt (Libro sulle credenze e sulle opinioni), fu tradotta per la prima volta in ebraico nel 1186 a Costantinopoli con il titolo Sefer ha- Emunot ve-ha-De'ot. Questa opera è la prima presentazione sistematica e fondazione filosofica e teologica dei principi dell'Ebraismo.
In essa egli espone la razionalità della Fede ebraica, con la condizione che la logica è sottoposta alla tradizione nei casi di contraddizione. Il dogma ha la precedenza sulla ragione. Al riguardo dell'eternità del mondo, la ragione insegna, fin dai tempi di Aristotele, che il mondo non ha inizio; che non è stato creato; al contrario, il dogma ebraico asserisce la creazione dal nulla. Dai tempi di Aristotele si affermava che il ragionamento logico poteva solo provare l'esistenza di una generica forma di immortalità, e che nessuna forma individuale di immortalità poteva esistere. Il dogma ebraico di maggioranza, invece, manteneva l'immortalità dell'individuo. La ragione, secondo Saadya, deve cedere il passo.
Nell'organizzazione del proprio lavoro, Saadya seguì fedelmente le regole dei Mutaziliti (i dogmatisti razionalisti dell'Islam, a cui lui deve in parte la sua tesi e i suoi argomenti), seguendo per la maggior parte l'insegnamento di Al-Jubbai. Seguì il kalām mutazilita, specialmente in questo aspetto, che nelle prime due sezioni egli discusse i problemi metafisici della creazione del mondo (I) e l'unità di Dio (II), mentre nelle sezioni seguenti trattò la teoria ebraica della rivelazione (III) e della dottrina basata sulla giustizia divina, inclusa l'obbedienza e la disobbedienza (IV), come anche i meriti e i demeriti (V). Strettamente connessi a queste sezioni sono quelle riguardanti l'anima e la morte (VI), e la resurrezione dei morti (VII), che, secondo l'autore, fa parte della redenzione messianica (VIII). Il lavoro finisce col trattamento delle ricompense e delle punizioni della vita ulteriore (IX).

### Dāwūd ibn Marwān al-Muqammiṣ al-Raqqi
David ben Merwan al-Mukkamas|Dāwūd ibn Marwān al-Muqammiṣ (m. 937 ca.) fu l'autore della prima opera filosofica ebraica nota nel Medioevo, un commentario del Sefer Yetzirah (Libro della Creazione); viene reputato quale padre della filosofia ebraica medievale. al-Muqammiṣ fu il primo ad introdurre i metodi del Kalām nell'Ebraismo ed il primo ebreo a citare Aristotele nei suoi scritti. Fu un proselita dell'ebraismo rabbinico (non del Caraismo, come asseriscono alcuni); al-Muqammiṣ fu studente del rinomato medico e filosofo cristiano Hana. La sua stretta interazione con Hana e la sua affiliazione con l'Islam diede ad al-Muqammiṣ una prospettiva unica della fede religiosa e della teologia.
Nel 1898 Avraam Garkavi scoprì nella Biblioteca Imperiale di San Pietroburgo quindici dei venti capitoli dell'opera filosofica di David, intitolata Ishrun Maḳalât (Venti Capitoli). Tale opera rappresenta la più antica testimonianza del primo Kalām, iniziando con le indagini epistemologiche, per poi esaminare le prove della creazione del mondo e la successiva esistenza di un Creatore; discute inoltre l'unità del Creatore (compresi i suoi attributi divini) e conclude con la teodicea (umanità e rivelazione) ed una confutazione delle altre religioni.
Nel 915, Saadya Gaon si trasferì in Palestina dove, secondo al-Masʿūdī (Tanbīh, 113), egli perfezionò la sua formazione ai piedi di Abū 'l-Kathīr Yaḥyā ibn Zakariyyāʾ al-Katib al-Tabari (m. 932). Quest'ultimo viene anche menzionato da Ibn Ḥazm nel suo K. al-Fiṣlal wa 'l-niḥal, iii, 171: insieme a Dāwūd ibn Marwān al-Muqammiṣ e Sa'adya stesso, come uno dei mutakallimūn degli ebrei.
Dal momento che al-Muqammiṣ fece pochi riferimenti a questioni specificamente ebraiche e molto poco del suo lavoro fu tradotto dall'arabo all'ebraico, egli fu in gran parte dimenticato dalla tradizione ebraica. Tuttavia, ebbe un impatto significativo sui successivi seguaci filosofici ebrei del Kalam, come Saadya Gaon.

### Samuel HaNagid
Abū ʿ Ismā Ibrahim ibn Yusuf ibn Il Naghrīla, nato a Mérida e vissuto a Cordova, fu un bambino prodigio e studente di Rabbi Hanoch ben Moshe. Shmuel Ha-Nagid, Hasday ibn Shaprut e Rabbi Moshe ben Hanoch fondarono la Yeshiva di Lucena, che produsse studiosi brillanti come il rabbino Yitzhak ibn Ghiath e Rabbi Maimon ben Yosef (padre di Maimonide). Il figlio di Ha-Nagid, Yosef, diede rifugio a due figli di Ezechia Gaon: Daud Ibn Chizkiya Gaon Ha-Nasi e Yitzhak Ibn Chizkiya Gaon Ha-Nasi. Sebbene non fosse un filosofo, fece costruire le infrastrutture per consentire ai filosofi di prosperare. Nel 1070 il gaon Isaac ben Moses ibn Sakri, di Dénia (Spagna), viaggiò in Oriente e divenne Rosh Yeshivah dell'Accademia di Baghdad.

### Solomon ibn Gabirol
Il filosofo-poeta Shelomo Ibn Gvirol è anche conosciuto come Avicebron. Egli morì verso il 1070. Fu influenzato da Platone. La sua principale opera filosofica fu il Mekor Chayim, "L'origine della vita" o Fons Vitae (c.1049). La sua opera sull'etica è intitolata Tikkun Middot HaNefesh, "La correzione delle qualità dell'anima".
Nel lavoro di Ibn Gvirol Platone è l'unico filosofo citato per nome. Tra le caratteristiche comuni a queste due filosofie c'è l'idea di un tramite tra Dio e il mondo, e tra le specie e l'individuo. Aristotele aveva già formulato una critica alla teoria platonica delle idee, che mancava di un intermediario o terzo elemento tra Dio e l'Universo, tra forma e materia. Questo "terzo uomo", questo collegamento tra cose incorporee (idee) e corpi ben poco ideali (materia), è, secondo Filone, il Logos; per Ibn Gvirol è la volontà divina. Filone dà al problema una valenza intellettuale; invece Gabirol lo considera una questione di volontà, avvicinandolo a pensatori moderni come Arthur Schopenhauer e Wilhelm Wundt.
Ibn Gvirol fu uno dei primi maestri neoplatonici in Europa. Il suo ruolo è stato paragonato a quello di Filone. Filone ha fatto da intermediario tra la filosofia greca e il mondo orientale; mille anni dopo Gabirol ha occidentalizzato la filosofia greco-musulmana e l'ha restituita all'Europa. Gli insegnamenti di Filone e IIbn Gvirol furono ignorati dai suoi compagni ebrei; si può aggiungere che Filone e Ibn Gvirol esercitarono invece una grande influenza in ambienti estranei all'Ebraismo: Filone presso il primo Cristianesimo, e Ibn Gvirol nello scolasticismo del Cristianesimo medievale.
La filosofia di Ibn Gvirol fece scarsa impressione sui filosofi ebrei seguenti. Il suo impatto più grande fu sulla liturgia. Il suo lavoro è citato da Moses ibn Ezra e da Abraham ibn ‛Ezra. Gli scolastici cristiani, inclusi Alberto Magno e il suo pupillo, Tommaso d'Aquino, si riferiscono a lui frequentemente e con gratitudine.

### Abraham bar-Hiyya Ha-Nasi
Abraham bar Hiyya Ha-Nasi, di Barcellona e in seguito di Arles-Provenza, fu studente di suo padre Hiyya al-Daudi Ha-Nasi. Abraham bar Hiyya fu una delle figure più importanti del movimento scientifico che rese gli ebrei di Provenza, di Spagna e d'Italia gli intermediari tra l'Averroismo, il Mutazilismo e il Cristianesimo. Aiutò questo movimento scientifico con opere originali, con traduzioni e come interprete per un altro traduttore, Platone Tiburtino (fl. XII secolo). Il miglior allievo di bar-Hiyya fu Abraham ibn ‛Ezra. Le opere filosofiche di bar-Ḥiyya sono: "La meditazione dell'anima", un lavoro etico scritto da un punto di vista religioso razionalista, e un'epistola apologetica rivolta al talmudista Judah ben Barzilai al-Barzeloni.

### Hibat Allah
Noto inizialmente col suo nome ebraico "Nethanel" Baruch ben Melech al-Balad e in seguito conosciuto come Hibat Allah Abu'l-Barakat al-Baghdaadi|Abu'l-Barakat Hibat Allah ibn Ali ibn Malka al-Baghdadi, fu un filosofo e medico e suocero di Maimonide, che si convertì all'Islam nei suoi ultimi anni di vita - a suo tempo rettore della Yeshivah di Baghdad e considerato il filosofo leader dell'Iraq. Gli storici si differenziano circa il motivo della sua conversione all'Islam: alcuni suggeriscono che fosse una reazione all'emarginazione sociale che dovette subire come ebreo,, mentre altri asseriscono che fu convertito forzatamente a fil di spada (che indusse Maimonide a commentare sugli Anusim). Nonostante la sua conversione all'Islam, le sue opere continuarono ad essere studiate presso l'accademia ebraica di Baghdad – nota accademia del XIII secolo. Fu un seguace della dottrina di Avicenna, che proponeva una spiegazione dell'accelerazione nella caduta dei gravi data dall'accumulo di successive dosi di potenza con incrementi successivi di velocità.
Tra le sue opere si annoverano Kitāb al-Muʿtabar ("Il Libro di quanto stabilito dalla riflessione personale"); un commentario del Qohelet, scritto in arabo usando l'alfabeto ebraico; un trattato intitolato "Sul motivo per cui le stelle sono visibili di notte e celate di giorno". Secondo Hibat Allah, Kitāb al-Muʿtabar consiste principalmente di commenti critici messi giù durante gli anni in cui il filosofo leggeva testi filosofici, e pubblicato dietro l'insistenza degli amici, in forma di opera filosofica.
Abu al-Ma'ali 'Uzziel Ibn Hibat Allah, figlio di Hibat Allah, non si convertì mai all'Islam e sposò la sorella di Maimonide. Abu al-Ma'ali 'Uzziel Ibn Hibat Allah fu il medico personale di Saladino e trovò impiego a Maimonide quando questi scappò in Egitto. Maimonide poi sposò la sorella di Abu al-Ma'ali 'Uzziel Ibn Hibat Allah.

### Nethan'el al-Fayyumi
Natan'el al-Fayyumi (1090-1165 ca.), dello Yemen, fu l'autore nel XII secolo di Bustan al-Uqul ("Giardino degli Intelletti"), una versione ebraica delle dottrine sciite ismaelite. Come gli ismaeliti, Nethaneel al-Fayyumi sosteneva che Hashem inviò profeti diversi in varie nazioni del mondo, con legislazioni adatte al particolare temperamento di ogni singola nazione. Le dottrine ismaelite affermano che una sola verità religiosa universale è alla radice delle diverse religioni. Alcuni ebrei accettarono questo modello di pluralismo religioso, portandoli a considerare il profeta Maometto come profeta legittimo, anche se non ebreo, inviato a predicare agli arabi, così come i profeti ebrei erano stati inviati a portare i loro messaggi a Israele; altri però rifiutarono questa nozione in toto. Il figlio di Nethanel, Yakob ben Nethaneel Ibn al-Fayyumi, si rivolse a Maimonide, chiedendo con urgenza consigli su come trattare le conversioni forzate all'Islam e le persecuzioni religiose effettuate dal Saladino. Maimonide rispose con una lunga lettera nota col titolo di Iggret Teiman (lettera allo Yemen.

### Bahya ibn Paquda e "I doveri del cuore"
Bahya ibn Paquda di Saragozza, visse in Spagna nella prima metà dell'XI secolo. Fu l'autore del primo sistema di norme etiche ebraico, scritto in Arabo nel 1040 con il titolo al-Hidāya ilā faraʾiḍ al-qulūb, vale a dire "Guida ai doveri del cuore", e fu tradotto in Ebraico da Judah ben Saul ibn Tibbon nel 1161-1180 con il titolo Hovot ha-Levavot, I doveri del cuore.
Sebbene egli citi frequentemente le opere di Saadya Gaon, non appartiene alla scuola razionalistica dei mutaziliti che seguiva Saadya, ma come il suo contemporaneo un po' più giovane, Shelomo ibn Gvirol (1021-1070), aderiva al misticismo neoplatonico. Utilizzò spesso l'ordine degli enciclopedisti arabi conosciuto come "i Fratelli della Purezza".
Incline al misticismo contemplativo e all'ascetismo, Bahya eliminò dal suo sistema ogni elemento che gli sembrava potesse offuscare il monoteismo o essere in contrasto con la legge ebraica. Aveva l'intenzione di creare un sistema religioso allo stesso tempo elevato, puro ed in pieno accordo con la ragione.
Secondo Bahya, la Torah si appella alla ragione e alla conoscenza come prove dell'esistenza di Hashem. È quindi un dovere che incombe su ognuno di rendere Hashem il centro della ragione speculativa e della conoscenza, al fine di arrivare alla vera fede. Bahya attinge dal sufismo e dal Kalām ebraico, integrandoli nel neoplatonismo. Prova di ciò ne è il fatto che il titolo del suo ottavo percorso filosofico, Muḥasabat al-Nafs ("Autoesaminazione"), ricorda il sufi Abu Abd Allah Harith Ibn-Asad, soprannominato El Muḥasib ("l'autoesaminatore"), poiché - dice il suo biografo - "era sempre immerso nel introspezione".

### Yehuda Ha-Levi e il Kuzari
Nella sua opera polemica, il Kuzari, il poeta e filosofo ebreo Yehuda HaLevi (Toledo, XII secolo) condusse una decisa critica ai filosofi. Divenne in tal senso un al-Ghazali ebraico, dato che l'opera dell'arabo, la Destructio Philosophorum (Tahafut al-falāsifa ), fu il modello per il Kuzari.
Secondo il testo la ragione umana non può non presentare il legame con la fede, ragione che, se non unita alla fede, risulta essere mera speculazione; l'illuminazione e la visione emotiva sono quindi accesso alla rivelazione della verità compresa tramite le facoltà intellettive. Il Kuzari presenta i rappresentanti delle diverse religioni e delle varie filosofie che dibattono, finché il Kuzaro, riconoscendo i rispettivi meriti delle dottrine che essi sostengono, alla fine loda il Signore proclamando la Sua Misericordia e la Sua unità.
Per quanto concerne l'origine della verità Ha-Levi, pur riconoscendo ai filosofi molti meriti tra cui quello dell'intento nel conoscere, si contrappone ad essi affermando che se fosse vero che l'uomo conoscesse unicamente sommando le esperienze conosciute non si capirebbe quale potrebbe essere la prima cosa conosciuta senza che vi sia stata un'esperienza precedente ad essa: come la prima, se vera, deriva da una rivelazione divina, anche le altre, se conformi a verità ed unite alle prime, saranno anch'esse divine.
Egli dice che i filosofi rischiano di perdersi nella speculazione per l'assenza di fede nella provvidenza divina: la filosofia greca credeva nel distacco del piano divino da quello dell'uomo e del mondo pur credendo nell'esistenza del Signore. HaLewì conferma invece il valore sia della trascendenza sia dell'immanenza divina nella storia, nella vita dell'umanità e nel mondo.
Sorge poi una discussione dalla confutazione dell'eternità del mondo. Viene detto che se ogni cosa fosse infinita non si spiegherebbe come possano sussistere differenti parti del tutto che, come tali, sono finite... inoltre ogni cosa infinita ne attenderebbe un'altra infinita ad essa precedente proseguendo così senza che si trovi una reale causa prima che il testo afferma essere il Signore: viene risolta così l'idea che soltanto il Signore, nella Sua Eternità, è perfetto ed infinito mentre ogni creatura, non può che essere tale solo se messa in relazione con le altre opere disposte per gradi e livelli sotto la provvidenza del governo divino.
Alla conclusione del testo viene precisato come l'uomo si trovi spesso di fronte alla scelta, il libero arbitrio: contro quei filosofi che affermavano l'assenza dell'intervento divino nelle azioni dell'uomo, sia esso manifesto tramite miracoli, premi o punizioni, e che dunque dubitavano sull'esistenza del libero arbitrio, si dice che non si spiegherebbe la necessità della scelta e della volontà dell'uomo secondo le proprie inclinazioni tanto che, nel caso in cui sia tutto al caso senza alcuna necessità dell'azione umana, sarebbe inutile intervenire al fine del perfezionamento proprio e di quanto è prossimo a sé: secondo Ha-Lewì la scelta del libero arbitrio non contraddice la pre-scienza divina che preordinò tutto fin da principio; tutto torna alla Sua provvidenza, in questo modo egli afferma che il Signore ha già tutto preordinato pur concedendo all'uomo la scelta o meno del legame e della collaborazione con Lui per il perfezionamento suddetto.
Queste sono alcune delle prove razionali e di fede del testo riguardanti il divino, la legge divina, il mondo e l'uomo in relazione ad essi.

### Abraham ibn Daud
Abraham ibn Daud fu studente di Rabbi Baruch ben Yitzhak Ibn Albalia, suo zio materno. L'opera filosofica di Ibn Daud scritta in arabo, Al-'akidah al-Rafiyah ("La fede Sublime"), è stata conservata in ebraico col titolo Emunah Ramah. Ibn Daud non introdusse una nuova filosofia, ma fu il primo ad introdurre una forma sistematica più approfondita derivata da Aristotele. Di conseguenza, Hasdai Crescas menziona Ibn Daud come l'unico filosofo ebreo tra i predecessori di Maimonide. Oscurato da Maimonide, Emunah Rama di Ibn Daud – un'opera alla quale Maimonide fu indebitato – ricevette poca attenzione da filosofi successivi. "La vera filosofia", secondo Ibn Daud, "non ci distoglie dalla religione, ma tende piuttosto a rafforzarla e a consolidarla. Inoltre, è il dovere di ogni ebreo pensante di conoscere l'armonia esistente tra le dottrine fondamentali dell'Ebraismo e quelle della filosofia e, allorquando sembrino contraddire l'un l'altra, cercare un modo di conciliarle ".

### Altri notabili filosofi ebrei pre-Maimonide
- Abraham ibn ‛Ezra
- Isaac ibn Ghiyyat
- Moses ibn Ezra
- Yehuda Alharizi
- Joseph ibn Tzaddik
- Samuel ibn Tibbon

## IlRambam: Maimonide

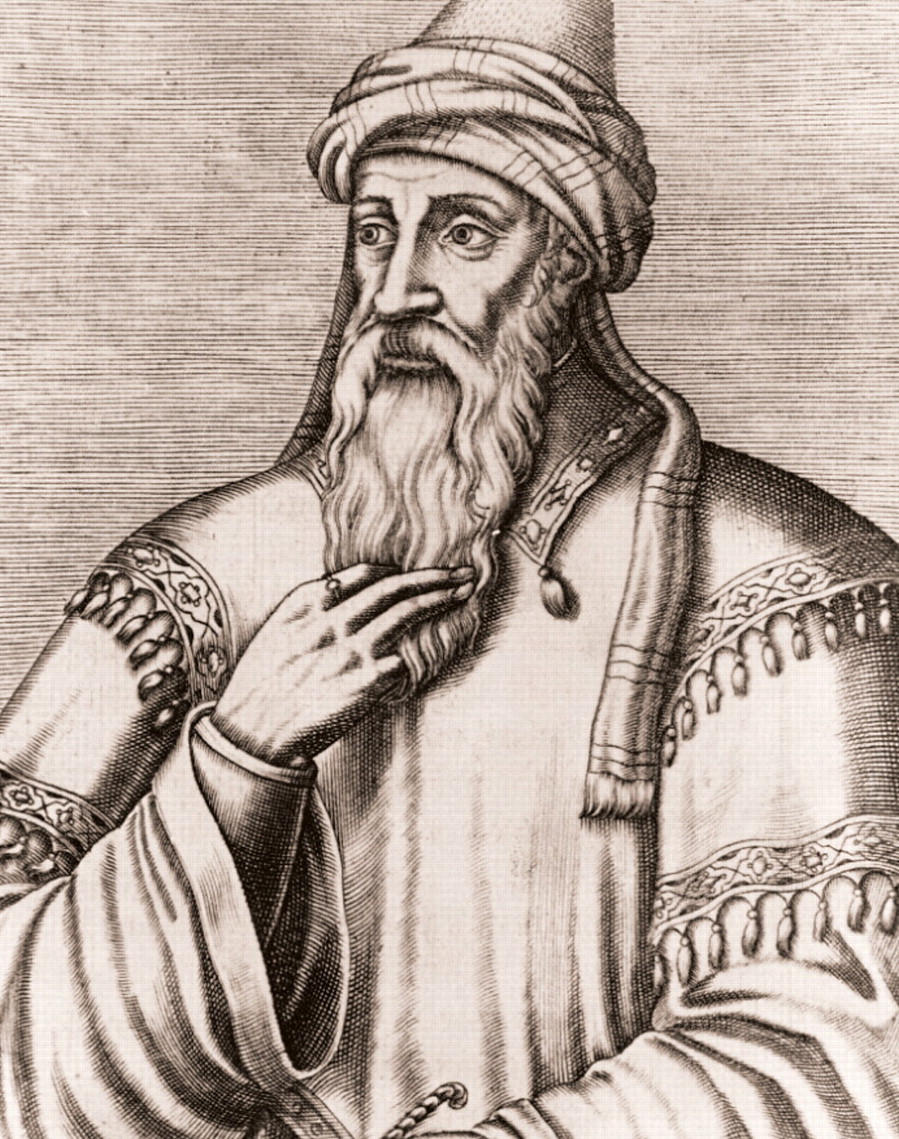
Mosè Maimonide

Rav Moshe ben Maimon (1135 - 1204), in ebraico רבמשה בן מימון, comunemente noto col nome Rambam, era anche un medico ed un filosofo.
Maimonide affermava che non si possono riferire aggettivi con valore positivo a Dio: il numero dei suoi attributi ne pregiudicherebbe l'unità. Per preservare intatto questo concetto bisogna evitare di riferirgli gli attributi relativi all'uomo, come l'esistenza, la vita, il potere, la volontà, la conoscenza - gli attributi positivi tradizionali del Kalâm. Tra gli attributi di Dio e quelli dell'uomo non c'è altra analogia che nella parola (omonimia), non c'è somiglianza nell'essenza ("Guida", I 35, 56). Gli attributi negativi implicano che non si può sapere nulla riguardo alla vera natura di Dio, che è ciò che realmente intende Maimonide..
Maimonide scrisse i suoi tredici principi della fede in cui, affermava, tutti gli Ebrei devono credere. I primi cinque riguardano la conoscenza del Creatore, i quattro successivi la profezia e l'origine divina della Torah, gli ultimi quattro la ricompensa, la punizione e l'ultima redenzione.
Il principio che ispirò tutta l'attività filosofica di Maimonide era identico al fondamento della Scolastica: non ci può essere contraddizione tra le verità rivelate da Dio e le scoperte della ragione umana in scienza e in filosofia. Inoltre, attraverso la filosofia e la scienza egli comprese i "divergenti" insegnamenti di Aristotele. Maimonide si allontanò comunque dal testo aristotelico in alcuni punti importanti affermando, per esempio, che il mondo non è eterno, come Aristotele pensava, ma fu creato ex nihilo, come viene esplicitamente scritto nella Bibbia. Ancora, egli rifiutò la dottrina aristotelica della Provvidenza divina estesa solo all'umanità e non all'individuo. Ma, mentre in questi importanti punti Maimonide precedette gli Scolastici e senza dubbio li influenzò, egli fu guidato dalla propria ammirazione per i commentatori neoplatonici e dalla sua spontanea decisione di mantenere molte posizioni che gli Scolastici non avrebbero potuto accettare. nella sua Guida dei perplessi (1:17 & 2:11)" Maimonide spiega che Israele perse la sua Mesorah (ebr. מסורה, tradizione) in esilio, e con essa "abbiamo perso la nostra scienza e filosofia - ma per essere rivivicati in Al-Andalus nell'ambito del contesto di interazione e indagine intellettuale dei testi ebraici, cristiani e musulmani".

## Relazione tra il pensiero ebraico e l'aristotelismo islamico
Judah ha-Levi non avrebbe potuto arrestare il progresso dell'Aristotelismo tra gli ebrei dell'Andalusia musulmana che scrivevano in arabo. Come tra gli Arabi Ibn Sina (Avicenna) e Ibn Rushd (Averroè) propendevano sempre più per Aristotele, così tra gli ebrei Abraham ibn Daud e Mosè Maimonide ne formularono una critica intellettuale.
Il Rabbino Levi ben Gershon, conosciuto anche come Gersonide, o Ralbag (acronimo vocalizzato di Rav Levi Ben Gershon), (1288-1345) è celebre per la sua Milhamot Ha Shem (o solo Milchamot), ("Guerre del Signore"). Tra gli Scolastici, Gersonide era forse il più innovatore; pose la ragione al di sopra della tradizione. Il Milhamot HaShem è modellato sulla Guida dei perplessi di Mosè Maimonide. Può esser visto come una raffinata critica da un punto di vista filosofico (soprattutto Averroista) al sincretismo tra l'Aristotelismo e l'ortodossia ebraica presentato in quest'ultima opera.
Hasdai Crescas (1340-1410) è noto per la sua Or Hashem ("Luce del Signore"). La manifesta intenzione di Crescas è quella di liberare l'Ebraismo da ciò che egli riteneva la schiavitù dell'Aristotelismo, il quale, attraverso Maimonide, influenzato da Avicenna, e Gersonide (Ralbag), influenzato da Averroè, minacciava di offuscare la distinzione dalla fede ebraica, riducendo le fondamenta dottrinali dell'Ebraismo a imitazioni dei concetti aristotelici. Il libro, Or Hashem, comprende quattro parti principali (ma'amar), suddivise in kelalim e capitoli (perakim): la prima parte tratta del fondamento di ogni certezza, l'esistenza di Dio; la seconda delle basilari dottrine della fede; la terza di altri sistemi che, sebbene non essenziali, legano ogni seguace dell'Ebraismo; la quarta di quei concetti che, nonostante siano tradizionali, non hanno un preciso carattere e sono aperti alla speculazione filosofica.
Joseph Albo era un rabbino e teologo spagnolo del XV secolo conosciuto soprattutto in quanto autore di un'opera sui princìpi di fede ebraici, Ikkarim. Albo limitava le basi della fede ebraica a tre: (1) la credenza nell'esistenza di Dio; (2) nella rivelazione; e (3) nella giustizia divina in quanto collegata all'idea dell'immortalità. Albo trova l'occasione di criticare le opinioni dei propri predecessori, eppure si prende cura di evitare la caccia agli eretici. È concesso un ampio spazio per l'interpretazione; così ampio che sarebbe difficile che sarebbe difficile, seguendo le sue teorie, criticare l'ortodossia dell'Ebreo più liberale. Albo rifiuta che l'accettazione della creazione ex nihilo sia una necessaria conseguenza della fede nell'esistenza di Dio, e critica liberamente i tredici princìpi di Maimonide sulla fede e i sei di Crescas.

### Posizione nella storia del pensiero occidentale
Gli scolastici preservarono la continuità del pensiero filosofico. Senza l'attività di questi filosofi arabo-ebraici, difficilmente la cultura occidentale avrebbe preso la direzione che l'ha portata alla situazione attuale, almeno non con la velocità mantenuta nei periodi dell'Umanesimo e del Rinascimento. I filosofi ebrei del mondo arabo erano gli umanisti del Medioevo: essi stabilirono mantennero una fusione tra i filosofi, i medici e i poeti arabi da una parte e il mondo latino e cristiano dall'altra.
Gersonides, Gabirol, Maimonide, e Crescas sono considerati importantissimi per la continuità della filosofia, perché essi illuminarono non solo i giganti della Scolastica cristiana Alberto Magno e Tommaso d'Aquino, ma hanno fatto arrivare la loro luce fino alla filosofia moderna.
Qui appresso una trattazione nello specifico.

## Filosofia ebraica medievale dopo Maimonide
Gli scritti di Maimonide quasi subito finirono sotto accusa da parte dei Caraiti, dei frati domenicani, dei Tosafisti della Provenza, degli Aschenaziti e di Al-Andalus. Il suo genio era evidente, e le proteste si incentrarono quindi sulle sue opere. Gli studiosi suggeriscono che Maimonide istigaò la "polemica maimonidea" quando attaccò verbalmente Samuel ben Ali Ha-Levi al-Dastur (il "Gaon di Baghdad") come "uno che la gente abitua fin dall'infanzia a fargli credere che non ci sia nessuno come lui nella sua generazione", e attaccò bruscamente le "richieste monetarie" delle accademie. Al-Dastur era un anti-maimonideo operante a Babilonia per minare le opere di Maimonide e quelle dei suoi sostenitori (la famiglia Al-Constantini del Nordafrica). Per illustrare la portata della controversia maimonidea , al-Dastur, avversario principale di Maimonide in Oriente, fu scomunicato da Ibn Daud Hodaya al Daudi (esilarca di Mosul). Gli attacchi di Maimonide contro Ibn al-Dastur non furono forse del tutto altruistici, data la posizione dei suoi suoceri nelle yeshivah concorrenti.
In Europa occidentale, la polemica fu fermata dal rogo delle maimonidee da parte dei domenicani nel 1232. Il figlio Abraham ben Maimon continuò a combattere e sostenere le dottrine di suo padre in Oriente; la profanazione della tomba di Maimonide a Tiberiade da parte degli ebrei, fu un profondo shock per gli ebrei di tutta la Diaspora e causò un periodo di pausa e riflessione su ciò che stava accadendo all'essenza della cultura ebraica. Ciò costrinse molti anti-maimonideani a ritrattare le loro asserzioni e comprendere quello che la cooperazione con i cristiani significava per loro, i loro testi e le loro comunità.
La polemica maimonidea divampò nuovamente, all'inizio del XIV secolo, quando Rabbi Shlomo ben Aderet, sotto l'influenza di Asher ben Jehiel, emise un cherem su "qualsiasi membro della comunità che, essendo sotto i venticinque anni, studi le opere dei greci sulla scienza naturale e la metafisica."
Cabalisti contemporanei, tosafisti e razionalisti continuano a impegnarsi in un dibattito vivace, a volte caustico, a sostegno delle loro posizioni e influenza nel mondo ebraico. Al centro di molti di questi dibattiti sono 1) Guida dei perplessi, 2) I "13 principi della fede", 3) La Mishneh Torah e 4) il commentario maimonideo sugli Anusim.

### Yosef ben Yehuda di Ceuta

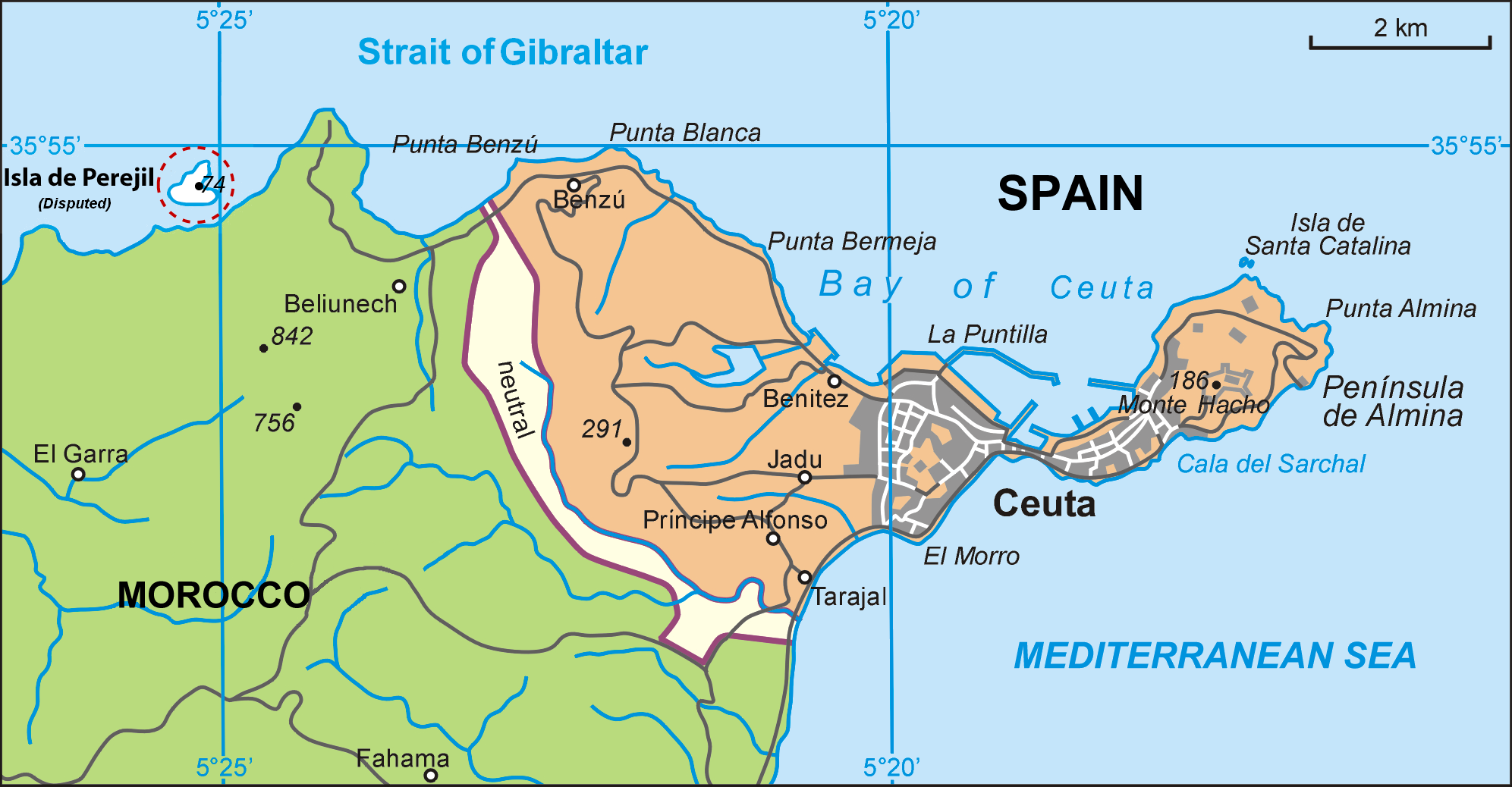
Ceuta, città autonoma spagnola situata nel Nord Africa

Joseph ben Judah ben Shimeon di Ceuta, fu figlio di Rabbi Yehuda Ha-Kohen Ibn Soussan e studente di Maimonide, per il quale quest'ultimo scrisse la Guida dei perplessi. Yosef viaggiò da Alessandria d'Egitto fino a Fustat per studiare logica, matematica e astronomia sotto Maimonide. Filosoficamente, la tesi di Yosef, in arabo, sul problema della "Creazione" è sospetta di essere stata scritta prima del contatto con Maimonide. Si intitola Ma'amar bimehuyav ha-metsiut ve'eykhut sidur ha-devarim mimenu vehidush ha'olam ("Trattato su (1) Esistenza necessaria (2) Lo svolgimento delle cose dall'esistenza necessaria e (3) La creazione del mondo").

### Jacob Anatoli
Jacob ben Abba Mari ben Simson Anatoli è generalmente considerato come un pioniere dell'applicazione del razionalismo maimonideo allo studio dei testi ebraici. Era il genero di Samuel ibn Tibbon, traduttore di Maimonide. A causa di questi legami familiari Anatoli fu introdotto alla filosofia di Maimonide, il cui studio fu una così grande rivelazione per lui che in seguito ci si riferì come l'inizio della sua comprensione intelligente e vera delle Scritture, citando spesso Ibn Tibbon come uno dei due maestri che l'avevano istruito e ispirato. Anatoli scrisse il Malmad  esponendo la sua vasta conoscenza degli esegeti ebrei classici, come anche di Platone, Aristotele, Averroè, la Vulgata, ed un gran numero di istituzioni cristiane, alcune delle quali egli osa criticare, come il celibato e le "discipline" monastiche, nonché alcuni eretici. Anatoli si appella ripetutamente ai suoi lettori per una coltivazione più ampia delle lingue classiche e delle branche di apprendimento non ebraiche. Per Anatoli tutti gli uomini sono, in verità, formati ad immagine di Dio, sebbene gli ebrei abbiano un obbligo particolare di favorire la vera conoscenza di Dio, semplicemente a causa della loro elezione - "i greci avevano scelto la saggezza come loro perseguimento; i romani il potere; gli ebrei la religiosità".

### Hillel ben Samuel
L'importanza di Hillel ben Samuel nella storia della filosofia ebraica medievale si basa in primo luogo sul suo tentativo di affrontare, in modo sistematico, la questione della immortalità dell'anima. In secondo luogo, Hillel svolse un ruolo considerevole nelle controversie del 1289-1290 relative alle opere filosofiche di Maimonide. In terzo luogo, Hillel fu il primo studioso dedito alla cultura e filosofia ebraiche in Italia, concludendo così un periodo di relativa ignoranza della Hakirah (filosofia medievale) a Verona. Infine, Hillel fu uno dei primi traduttori latini dei "saggi delle nazioni" (dotti non ebrei).
Difendendo Maimonide, Hillel indirizzò una lettera al suo amico Maestro Gaio chiedendogli di usare la sua influenza con gli ebrei di Roma contro avversari di Maimonide (Solomon Petit). Egli propose inoltre l'idea coraggiosa di riunire ad Alessandria i difensori e oppositori di maimonidei, al fine di portare la controversia dinanzi ad un tribunale di rabbini babilonesi, la cui decisione sarebbe stata vincolante per entrambe le fazioni. Hillel era certo che il verdetto avrebbe favorito Maimonide.
Hillel scrisse un commentario sulle 25 proposizioni che appaiono all'inizio della seconda parte della Guida dei perplessi, e tre trattati filosofici, che sono stati allegati al Tagmulei ha-Nefesh: la prima sulla conoscenza e il libero arbitrio, la seconda sulla questione del perché la mortalità si originò dal peccato di Adamo, il terzo se la credenza negli angeli caduti fosse o meno una vera fede.

### Shemtov Ben Joseph Ibn Falaquera
Shem Tov ben Yosef Falaquera fu un filosofo spagnolo che cercò di riconciliare il dogma ebraico con la filosofia. Gli studiosi reputano che sia stato un allievo di Rabbi David Kimhi, la cui famiglia fuggì dalla Spagna verso Narbona. Ibn Falaquera visse una vita ascetica di solitudine. Le due principali autorità filosofiche di Ibn Falaquera furono Averroè e Maimonide. Ibn Falaquera difese la Guida dei perplessi contro gli attacchi antimaimonidei. Conobbe le opere dei filosofi islamici meglio di qualsiasi altro studioso ebreo del suo tempo, e rese disponibili molti di loro ad altri studiosi ebrei - spesso senza attribuzione (Reshit Hokhmah). Ibn Falaquera non esitò a modificare i testi filosofici islamici per adattarli i suoi scopi. Ad esempio, Ibn Falaquera trasformò il resoconto di Alfarabi sull'origine della religione filosofica in una discussione dell'origine della "città virtuosa". Altre opere di Ibn Falaquera includono
- Iggeret Hanhagat ha-Guf noi ha-Nefesh, un trattato in versi sul controllo del corpo e dell'anima.
- Iggeret ha-Wikkuaḥ, dialogo tra un ebreo religioso e un ebreo filosofo sull'armonia di filosofia e religione.
- Reshit Ḥokmah, trattato sui doveri morali, le scienze e la necessità di studiare la filosofia.
- Sefer ha-Ma'alot, sui diversi livelli di perfezione umana.
- Moreh ha-Moreh, commentario della parte filosofica della Guida dei perplessi di Maimonide.[57]

### Joseph ben Abba Mari ibn Kaspi
Joseph Caspi (Ibn Kaspi) fu un fiero sostenitore di Maimonide a tal punto che partì per l'Egitto nel 1314, al fine di ascoltare le spiegazioni sulla sua Guida dei perplessi dai nipoti del filosofo. Quando sentì che la Guida era oggetto di studio nelle scuole filosofiche musulmane di Fez, partì per quella città (nel 1332) al fine di osservare il loro metodo di studio.
Ibn Kaspi iniziò a scrivere quando aveva 17 anni, su temi che comprendevano logica, linguistica, etica, teologia, esegesi biblica e commentari relativi a Abraham Ibn Ezra e Maimonide. Nel sistema filosofico seguiva Aristotele e Averroè. Kaspi definisce il suo scopo quello "di non essere un pazzo che crede in tutto, ma solo in quello che può essere verificata da prove... e non di essere della seconda sconsiderata categoria che non crede fin dall'inizio della propria indagine" poiché "certe cose devono essere accettate per tradizione, perché non possono essere provate". Gli studiosi continuano a discutere se Ibn Kaspi fosse un eretico o uno degli studiosi ebrei più illustri.

### Gersonide
Rabbi Levi ben Gershon fu allievo di suo padre, Gerson ben Solomon di Arles, che a sua volta fu allievo di Shem Tov ben Yosef Falaquera. Gersonide è rinomato per la sua opera Milhamot HaShem ("Guerre del Signore"), strutturata come la "Guida dei perplessi". Gersonide e suo padre furono avidi studenti degli scritti di Alessandro d'Afrodisia, Aristotele, Empedocle, Galeno, Ippocrate, Omero, Platone, Tolomeo, Pitagora, Temistio, Teofrasto, Ali ibn Abbas al-Majusi, Ali ibn Ridwan, Averroè, Avicenna, Qusta ibn Luqa, Al-Farabi, Al-Fergani, Chonain, Isaac Israeli, Ibn Tufayl, Ibn Zuhr, Isaac Alfasi e Maimonide. Gersonide sosteneva che Hashem non ha una preconoscenza completa delle azioni umane. "Gersonide, preoccupato dalla vetusta questione di come la preconoscenza divina sia compatibile con il libero arbitrio, asserisce che ciò che Dio conosce in anticipo sono tutte le scelte possibili all'individuo. Dio non sa però quale scelta l'individuo, in libertà d'arbitrio, farà."

### Moses Narboni
Moses ben Joshua Narboni compose commentari sulle opere filosofiche islamiche. Come ammiratore di Averroè, dedicò una grande quantità di tempo a studiare le sue opere, scrivendone dei commentari su un certo numero. Il suo lavoro più noto è Shelemut ha-Nefesh ("Trattato sulla perfezione dell'anima"). Moses iniziò a studiare filosofia con suo padre quando aveva tredici anni, in seguito studiando con Moses ben David Caslari e Abraham ben David Caslari - entrambi dei quali erano studenti di Kalonymus ben Kalonymus. Moses credeva che l'Ebraismo fosse una guida al più alto grado di verità teoretica e morale. Credeva inoltre che la Torah avesse sia un significato diretto semplice e accessibile al lettore medio, sia un più profondo significato metafisico accessibile ai pensatori. Moses respinse la credenza nei miracoli, credendo invece che potessero essere spiegati, e difese il libero arbitrio dell'uomo con argomenti filosofici.

### Isaac ben Sheshet Perfet
Isaac ben Sheshet Perfet di Barcellona, studiò presso Hasdai Crescas e Rabbi Nissim ben Reuben Gerondi, fermo razionalista che non esitava ad opporsi ad autorità principali come Rashi, Rabbenu Tam, Nahmanide e Shlomo ben Aderet. I pogrom del 1391 contro gli ebrei di Spagna, forzarono Isaac a fuggire ad Algeri - dove visse per il resto dei suoi giorni. I responsa evidenziano una grande conoscenza delle opere filosofiche del suo tempo; nel suo responsum nr. 118 egli spiega la differenza tra l'opinione di Gersonide e quella di Abraham ben David di Posquières sul libero arbitrio, fornendo le proprie idee in materia. Fu un avversario della Cabala e non parlò mai delle Sefirot – cita un altro filosofo quando ammonisce i cabalisti dicendo "credono nelle Dieci [Sefirot] come i cristiani credono nella Trinità".

### Hasdai ben Judah Crescas
Hasdai Crescas di Barcellona fu un importante razionalista in materia di legge naturale e libero arbitrio. I suoi concetti possono essere considerati come precursori di Baruch Spinoza. La sua opera Or Adonai (anche Or Hashem אור השם), divenne una confutazione classica dell'aristotelismo medievale, e foriera della rivoluzione scientifica nel XVI secolo. Hasdai Crescas fu allievo di Nissim Ben Reuben Gerondi, che a sua volta era fu studente di Ruben ben Nissim Gerondi. Crescas non fu rabbino, ma attivo come insegnante. Tra i suoi compagni e amici, il suo migliore amico era Isaac ben Sheshet Perfet. Gli studenti di Cresca vinsero riconoscimenti come partecipanti alla "Disputa di Tortosa" tra cristiani ed ebrei.
Sue opere conosciute:
- La Luce del Signore (ebraico: Or Adonai o Or Hashem)
- Confutazione dei Principi cristiani (polemiche e filosofia)
- Sermone di Pesach (filosofia religiosa e Halakhah)

### Simeon ben Zemah Duran
Influenzato dall'insegnamento di Rabbi Nissim di Gerona, per via della Yeshivah di Ephraim Vidal a Maiorca, il commentario di Duran (1361–1444) Magen Avot ("Lo Scudo dei Padri"), che ha influenzato Joseph Albo, è importante. Fu inoltre uno studente di filosofia, astronomia, matematica e, in particolare, della medicina, che esercitò per un certo numero di anni a Palma di Maiorca. Magen Avot tratta di concetti come la natura di Hashem, l'eternità della Torah, la venuta del Messia e la risurrezione dei morti. Duran credeva che l'Ebraismo avesse solo tre dogmi: l'esistenza di Hashem, l'origine divina della Torah, e la ricompensa e punizione – a questo proposito fu seguito da Joseph Albo.
Prolifico autore, Simon scrisse commentari su diversi trattati della Mishnah, del Talmud e su Alfasi; esaminò inoltre vari dogmi religiosi come anche il rito sinagogale di Algeri, mentre nei suoi responsa mostrò una conoscenza profonda di tutta la letteratura halakhica. La sua erudizione teologico-filosofica, oltre che nel suo Magen Avot, è evidente nei suoi scritti contro Hasdai Crescas, che gli offrono l'occasione di difendere Maimonide (Or ha-Ḥayyim), nel suo commentario del Pentateuco (Liwyat Ḥen), dove entra in polemica con Gersonide, e nel commentario del Libro di Giobbe, specialmente nell'introduzione. Nel suo commentario del Pirkei Avot dimostra un ampio senso storico (Magen Avot, parte IV); gli si attribuisce inoltre il poema storico-didattico Seder ha-Mishneh leha-Rambam.

### Joseph Albo
Joseph Albo di Monreal (Spagna), fu allievo di Hasdai Crescas e scrisse Sefer ha-Ikkarim ("Libro dei Princìpi"), un'opera classica, in parte polemica, sui fondamenti dell'Ebraismo. Albo riduce i principi fondamentali di fede ebraica da tredici a tre -
- fede nell'esistenza di Hashem,
- fede nella rivelazione e
- fede nella giustizia divina, in relazione all'idea dell'immortalità.

Albo respinge l'ipotesi che la creazione ex nihilo sia essenziale per la fede in Dio. Albo critica liberamente i tredici principi di fede di Maimonide e i sei di Crescas. Secondo Albo, "la fede nel Messia è soltanto un 'ramoscello' inutile alla solidità del tronco"; non è essenziale all'Ebraismo. Né è vero, secondo Albo, che ogni legge è vincolante. Anche se ogni precetto ha il potere di conferire la felicità nella sua osservanza, non è vero che ogni legge deve essere osservata, o che attraverso la negligenza di una parte della legge, l'ebreo violerebbe il patto divino o sarebbe dannato. Gli ebrei ortodossi contemporanei, tuttavia, sono fortemente in disaccordo con la posizione di Albo, affermando che tutti gli ebrei sono divinamente obbligati ad osservare ogni comandamento in vigore.

### Hoter ben Solomon
Hoter Ben Shlomo fu uno studioso e filosofo dello Yemen fortemente influenzato da Nethaneel ben al-Fayyumi, Maimonide, Saadya Gaon e al-Ghazali. La connessione tra la Lettera dei Fratelli della Purezza e l'Ismailismo suggerisce che questa opera fu adottata come una delle principali fonti di quello che sarebbe diventato noto come "ismaelismo ebraico", come si riscontra nel tardo ebraismo medievale yemenita. L'ismailismo ebraico" consisteva nell'adattamento all'ebraismo di alcune dottrine ismailite sulla cosmologia, la profezia e l'ermeneutica. Ci sono molti esempi dell'influenza dei Fratelli della Purezza sui filosofi e autori ebrei yemeniti nel periodo 1150-1550. Alcune tracce delle dottrine dei Fratelli della Purezza, come anche la loro numerologia, si possono trovare in due midrashim filosofici yemeniti scritti nel 1420-1430: Midrash ha-hefez ("L'Apprendimento felice") di Zerahyah ha-Rofé (noto anche come Yahya al-Tabib) e il Siraj al-ʿuqul ("Lampada degli intelletti") di Hoter ben Solomon.

### Don Isaac Abrabanel
Isaac Abrabanel (o Abravanel), statista, filosofo, commentatore della Bibbia e finanziere, che commentò i tredici principi di Maimonide nel suo Rosh Amanah. Abrabanel era immerso nel razionalismo della famiglia Ibn Yahya, che aveva una residenza adiacente alla Grande Sinagoga di Lisbona (anch'essa costruita dalla famiglia Ibn Yahya). La sua opera più importante, Rosh Amanah ("Il Pinnacolo della fede"), difende i tredici articoli di fede maimonidei contro gli attacchi di Hasdai Crescas e di Yosef Albo. Rosh Amanah si conclude con l'affermazione che "Maimonide compilò questi articoli semplicemente in conformità alla moda delle altre nazioni, che hanno istituito assiomi o principi fondamentali per la loro scienza".
Isaac Abrabanel nacque e crebbe a Lisbona, allievo del rabbino di Lisbona, Yosef ben Shlomo Ibn Yahya. Rabbi Yosef era un poeta, erudito religioso, restauratore della Sinagoga Ibn Yahya di Calatayud, esperto in letteratura rabbinica e della cultura del suo tempo, dedicando i suoi primi anni allo studio della filosofia ebraica. La famiglia Ibn Yahya era composta da medici famosi, filosofi e da secoli rinomati assistenti della monarchia portoghese.
Il nonno di Isaac, Samuel Abravanel, fu convertito forzatamente al cristianesimo durante i pogrom del 1391 e prese il nome spagnolo Juan Sanchez de Sevilla. Samuel fuggì dalla Castiglia-León spagnola nel 1397 stabilendosi a Lisbona, in Portogallo, e tornò all'Ebraismo - rigettando la sua condizione di converso dopo aver vissuto tra i cristiani per sei anni. Le conversioni al di fuori dell'Ebraismo, forzate o altro, ebbero un forte impatto sul giovane Isaac, spingendolo in seguito a rinunciare al suo immenso patrimonio, nel tentativo di riscattare l'ebraismo iberico dalla coercizione del Decreto di Alhambra. Ci sono parallelismi tra quello che scrive ed i documenti prodotti dagli Inquisitori, che presentano i conversos come ambivalenti riguardo al cristianesimo e talvolta anche ironici nelle loro espressioni in merito alla "nuova religione" di coloro che chiamavano "cripto-giudei".

### Leone Ebreo

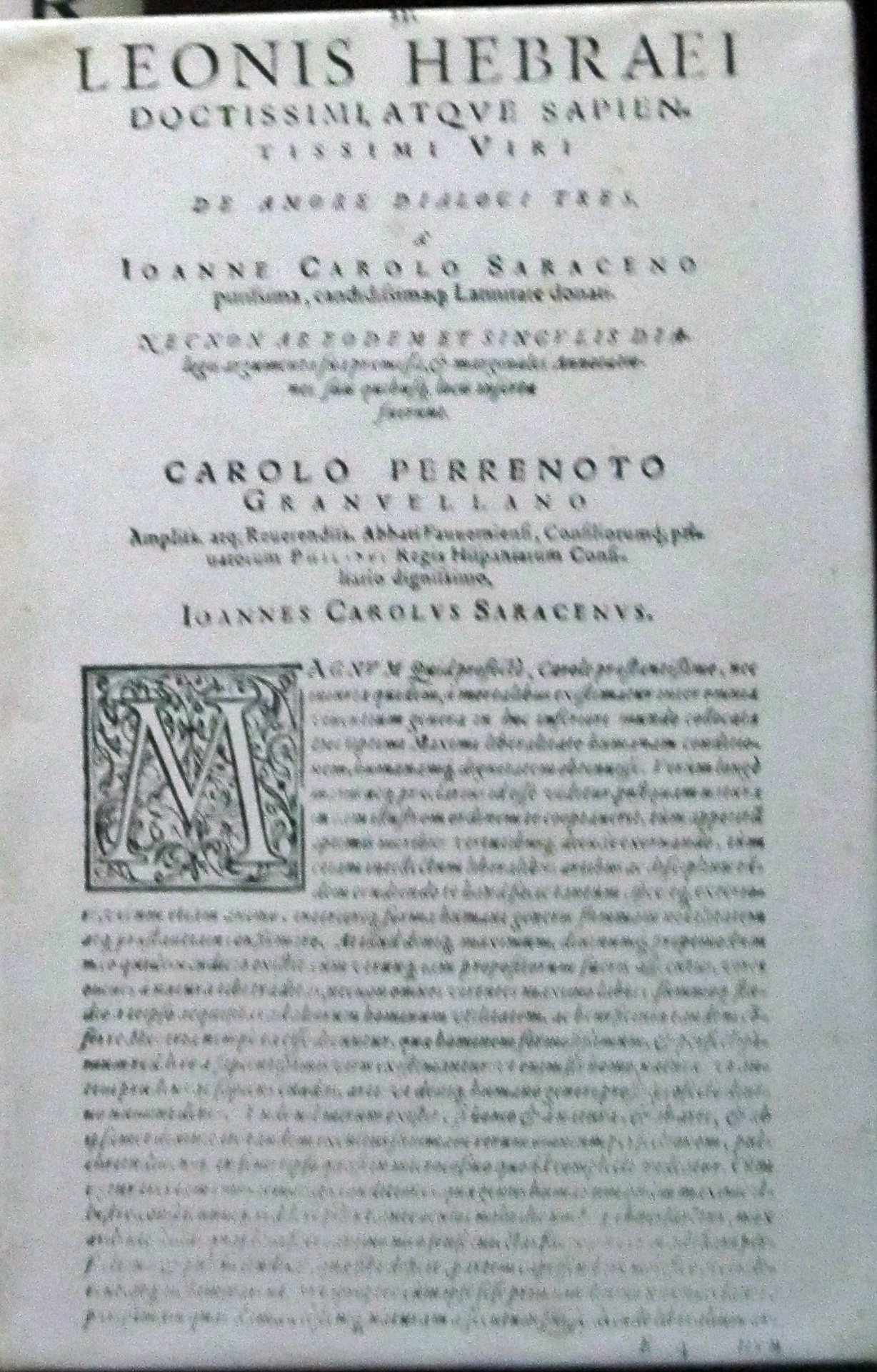
Dialoghi d'Amore di Leone Ebreo

Judah Leon Abravanel detto Leone Ebreo, fu un medico, poeta e filosofo portoghese. I suoi Dialoghi d'amore, scritti in italiano, furono una delle opere filosofiche più importanti del suo tempo. Nel tentativo di aggirare un complotto, ordito da vescovi cattolici locali per rapire suo figlio, Judah lo mandò dalla Castiglia al Portogallo con una balia, ma per ordine del re il figlio fu sequestrato e battezzato. Questo fu un insulto devastante per Judah e la sua famiglia, e gli fu fonte di amarezza per tutta la vita e tema dei suoi scritti anni dopo, soprattutto perché questa non era stata la prima volta che la famiglia Abravanel veniva sottoposta a tale imbarazzo per mani del Chiesa cattolica.
I Dialoghi di Judah sono considerati come la più bella delle opere del Periodo umanistico. Il suo neoplatonismo deriva dalla comunità ebraica ispanica, in particolare dalle opere di Ibn Gabirol. I concetti platonici del raggiungere un ideale quasi impossibile di bellezza, saggezza e perfezione permeano tutta il suo testo. In Dialoghi d'amore, Judah definisce l'amore in termini filosofici: struttura i suoi tre dialoghi come una conversazione tra due "personaggi" astratti: Filo, che rappresenta l'amore o il desiderio, e Sofia, che rappresenta la scienza o la saggezza, Filo + Sofia (= filosofia).

### Critica della Qabbalah
La parola "Qabbalah" fu utilizzata nei testi ebraici medievali a significare "tradizione" – si veda per esempio il Sefer Ha-Qabbalah di Abraham ibn Daud, noto anche come il "Libro della nostra tradizione": questo libro infatti non si riferisce ad un misticismo di qualsiasi tipo, ma racconta "la nostra tradizione di ricerca e di studio" nellen due Accademia babilonesi, partendo dai Geonim e fino alle yeshivah talmudiche di Spagna. In tempi talmudici esisteva nell'Ebraismo una tradizione mistica, nota come Maaseh Bereshith (l'opera della creazione) e Maaseh Merkavah (l'opera del carro); Maimonide interpreta questi testi come un riferimento alla fisica e metafisica aristoteliche interpretate alla luce della Torah.
Tuttavia nel XIII secolo emerse un sistema mistico-esoterico che venne conosciuto come "la Qabbalah." Molte delle credenze associate con la Qabbalah erano state da tempo rifiutate dai filosofi. Saadya Gaon aveva insegnato nel suo libro Emunot v'Deot che gli ebrei che credono nel gilgul (reincarnazione) hanno adottato una credenza non ebraica. Maimonide rigettò molti testi degli Heikhalot, particolarmente lo Shi'ur Qomah la cui visione antropomorfica di Hashem egli considerava eretica.
Nel XIII secolo Meir ben Simon di Narbona scrisse un'epistola (inclusa nel Milhhemet Mitzvah) contro i primi cabalisti ebrei e si concentrò contro il Sefer haBahir (Libro della Luminosità), confutando l'attribuzione della relativa paternità al Tanna Rabbi Nehhunya ben ha-Kanah e descrivendone alcuni contenuti come segue: -
(Milhhemet Mitzvah)

### Altri notabili filosofi ebrei post-Maimonide
- Jedaiah ben Abraham Bedersi
- Nissim di Gerona
- Jacob ben Machir ibn Tibbon
- Isaac Nathan ben Kalonymus
- Judah Messer Leon
- David ben Judah Messer Leon
- Obadja Sforno
- Judah Moscato
- Azaria de' Rossi
- Isaac Aboab I
- Isaac Campanton noto come "il Gaon di Castiglia"
- Isaac ben Moses Arama
- Profiat Duran, un converso, che scrisse Non siate come i vostri padri.

## Filosofia ebraica rinascimentale

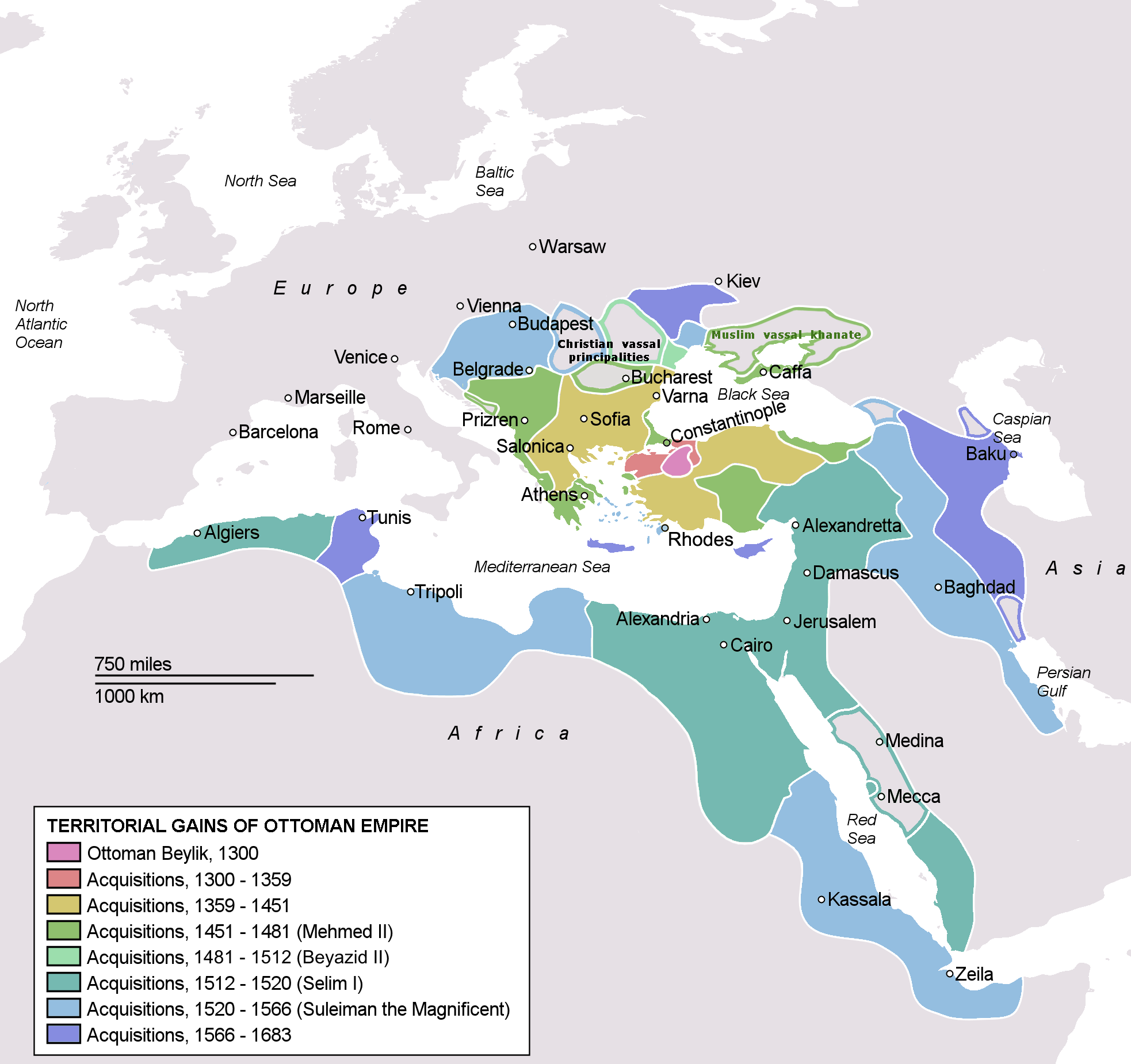
L'Impero ottomano accolse benevolmente gli ebrei espulsi dalla Spagna & Portogallo

Alcune delle monarchie dell'Asia Minore ed europee accolsero favorevolmente i mercanti, studiosi e teologi ebrei espulsi. Diverse filosofie ebraiche si svilupparono sullo sfondo di nuove culture, nuovi lingue e rinnovato scambio teologico. L'esplorazione filosofica continuò lungo tutto il periodo rinascimentale mentre il fulcro dello studio ed erudizione ebraici si spostò verso Francia, Germania, Italia e Turchia.

### Elias ben Moise del Medigo

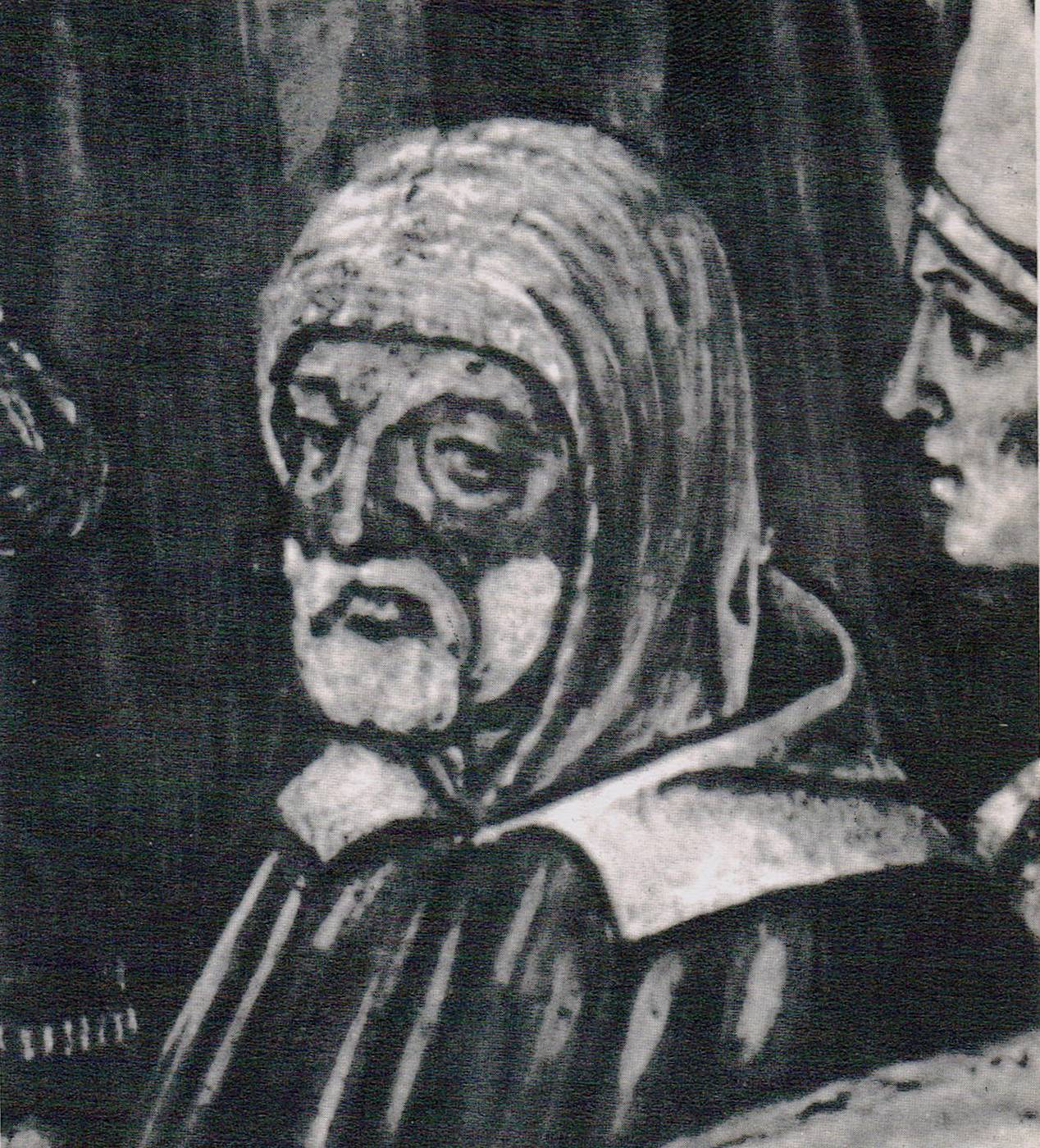
Elia del Medigo

Elia del Medigo (Candia, ca. 1458–1493) era un discendente di Judah ben Eliezer ha-Levi Minz e Moses ben Isaac ha-Levi Minz. Elia ricevette il cognome "Del Medigo" dopo aver studiato medicina e per i suoi studi viaggiò estensivamente per l'Italia, fermandosi a Padova, Roma e Perugia presso scuole di filosofia ed esoterismo – a Venezia nel 1480 scrisse Quaestio utrum mundus sit effectus e si sostenne dando lezioni in filosofia aristotelica frequentate da importanti famiglie locali. A Firenze incontrò Pico della Mirandola, traducendo per lui dei manoscritti dall'ebraico, ma presto si disilluse dei suoi concetti ermetici.
Elia in seguito cambiò il nome da Del Medigo a Ha-rofeh. Fu padre e insegnante di numerosi filosofi razionalisti. Tra i suoi allievi non ebrei vi fu Domenico Grimani, un veneziano che successivamente divenne cardinale e patriarca di San Marco; Grimani si dimostrò essere un generoso sostenitore di Elia e, dietro suo incoraggiamento, scrisse diversi manoscritti che ebbero ampia diffusione tra i filosofi italiani. Gli studenti non ebrei di Elia lo considerarono un averroista, tuttavia egli stesso si reputò un seguace di Maimonide. L'associazione scolastica di Maimonide e Averroè era naturale: Maimonide, verso la fine della sua vita, fu colpito dai commenti di Averroè e li consigliò ai suoi studenti. I seguaci di Maimonide (maimonidei) ne furono quindi, per diverse generazioni prima di Del Medigo, i principali utenti, traduttori e divulgatori delle opere nei circoli ebraici, e sostenitori averroisti anche dopo il rifiuto islamico delle sue idee radicali. I maimonidei considerarono che Maimonide e Averroè avessero seguito la stessa linea filosofica generale. Nel suo libro, Del Medigo si ritrae come difensore dell'Ebraismo maimonideo e - come molti maimonidei - sottolinea la razionalità della tradizione ebraica.

### Moses Almosnino
Moses Almosnino nacque a Salonicco nel 1515 e morì a Costantinopoli nel 1580. Fu allievo di Levi Ibn Habib, che a sua volta fu allievo di Jacob ibn Habib, allievo di Nissim ben Reuben di Gerona. Nel 1570 scrisse un commentario sul Pentateuco intitolato Yede Mosheh (Le Mani di Mosè); un'esposizione del trattato talmudico Pirkei Avot (Etica dei Padri), pubblicato a Salonicco nel 1563; una raccolta di sermoni tenuti in varie occasioni, in particolare orazioni funerarie, intitolata Meammeẓ Koaḥ (Aumentando la forza).
Secondo l'orientalista Moritz Steinschneider (Die Hebräischen Uebersetzungen des Mittelalters und die Juden als Dolmetscher, p. 215), Moses Almosnino fu anche l'autore di un commentario dell'Etica Nicomachea di Aristotele. Lo storico Eliakim Carmoly lo cita (Toledot Gedole Yisrael, Metz, 1828, p. 12) col titolo Peneh Mosheh (Il Volto di Mosè), affermando che fu scritto da Almosnino a Palestria vicino a Salonicco, e che suo figlio Simon, dopo la morte del padre, volle pubblicarlo nel 1584.

### Moses ben Jehiel Ha-Kohen Porto-Rafa (Rapaport)
Moses ben Iechièl Ha-Kohen Porto-Rafa (Rapaport), era membro della famiglia tedesca "Rafa" (da cui origina la famiglia Del Medigo), che si stabilì nella città di Porto vicino a Verona (Italia), e divenne progenitrice della nota famiglia rabbinica Rapaport. Nel 1602 Moses servì come rabbino a Badia Polesine; fu inoltre un amico di Leone Modena. In seguito fu rabbino di Rovigo.
Moses fu l'autore di Ḥavvot Ya'ir (Venezia, 1628), che espone epigrammi e altre deduzioni argute di detti rabbinici in ordine alfabetico. Corresse e pubblicò la Minḥah Belulah (Verona, 1594), un commentario al Pentateuco dal suo parente Abraham Menahem ben Jacob Ha-Kohen Porto (Rafa-Rapaport). Le seguenti sue opere sono rimaste in formato manoscritto: Gat Rimmon, una raccolta di poesie; Shimmush Avraham, un commentario al Pentateuco; Ḥasdei David, un commentario ai Salmi. Alcuni dei suoi responsa sono stati pubblicati nelle opere dei suoi contemporanei.

### Abraham ben Judah ha-Levi Minz
Abraham ben Judah ha-Levi Minz fu un rabbino italiano che operò a Padova nella prima metà del XVI secolo, suocero di Meir Katzenellenbogen (q.v.). Minz studiò principalmente con suo padre, Judah Minz, al quale succedette come rabbino e capo della yeshivah di Padova.

### Meir ben Isaac Katzellenbogen
Meir ben Isaac Katzellenbogen nacque a Katzenelnbogen, poi studiò a Praga insieme a Shalom Shachna presso il rabbino Jacob Pollak. Molti rabbini, tra cui Moses Isserles, gli indirizzarono i rispettivi responsa chiamandolo l'"av bet din della Repubblica di Venezia". I grandi studiosi del Rinascimento coi quali corrispose includono Shmuel ben Moshe di Modena, Joseph Katz, Solomon Luria, Moses Isserles, Obadja Sforno e Moses Alashkar.

### Elijah Ba'al Shem di Chełm
Rabbi Elijah Ba'al Shem di Chełm fu allievo di Rabbi Solomon Luria che a sua volta fu allievo di Rabbi Shalom Shachna (m. 1558) - suocero di Moses Isserles e suo cugino.

### Eliezer ben Elijah Ashkenazi
Rabbi Eliezer ben Elijah Ashkenazi (1512–1585) di Nicosia ("il medico"), autore di Yosif Lekah sul Libro di Ester e delle seguenti altre opere:
- Ma'ase ha-Shem ("Le Opere di Dio", Venezia, 1583; e altre edizioni), commentario delle porzioni storiche del Pentateuco, scritto per istruire suo figlio Elijah e contenente anche un commentario completo della Haggadah di Pesach, che è spesso stato pubblicato separatamente
- Otto Selichot (preghiere penitenziali), inclusi nella liturgia bohema
- Una tokahah (omelia), pubblicata da suo figlio
- Un commentario su Nachmanide, e chiose a margine — reputate essere più di mille — sul Bet Yosef di Yosef Karo (non più disponibili).

### Altri notabili filosofi ebrei del Rinascimento
- Francisco Sanches
- Miguel de Barrios
- Uriel da Costa

## Filosofia ebraica del XVII secolo
L'Ebraismo classico vide la crescita di un ramo della filosofia ebraica che si avvicinava al misticismo della Torah derivato dall'esoterismo dello Zohar e dagli insegnamenti del rabbino Isaac Luria. Questo fu particolarmente evidente nell'imponente opera del rabbino Judah Loew ben Bezalel (Poznań, ca. 1520 - Praga, 1609), conosciuto come il Maharal di Praga.
Con l'espulsione dalla Spagna arrivò la diffusione dell'indagine filosofica ebraica in tutto il Bacino del Mediterraneo, nell'Europa settentrionale e nell'Emisfero occidentale. Il fulcro del Razionalismo si sposta verso Francia, Italia, Germania, Creta, Sicilia e Paesi Bassi. L'espulsione degli ebrei e i pogrom coordinati d'Europa produssero una mescolanza di variazioni del Razionalismo, incubato nell'ambito di diverse comunità. Questo periodo è inoltre marcato da uno scambio intellettuale tra leader della Riforma cristiana e studiosi ebrei. Di particolare nota è la linea di razionalisti che emigrano dalla Germania e dall'Italia verso Creta, e in altre aree dell'Impero ottomano in cerca di sicurezza e protezione dai continui pogrom fomentati dalla Casa d'Asburgo e dalla Chiesa cattolica contro gli ebrei.
Il Razionalismo si stava sviluppando nelle aree geografiche lontane dalla Spagna. Dalle storie raccontate da Rabbi Elia Baal Shem di Chełm, gli ebrei di lingua tedesca discendenti degli ebrei che ritornarono a Gerusalemme dopo che l'invito di Carlo Magno era stato revocato dalla Germania molti secoli prima e che vissero a Gerusalemme durante l'XI secolo, furono influenzati dagli studiosi mutaziliti prevalenti a Gerusalemme. Un ebreo palestinese di lingua tedesca salvò la vita di un giovane tedesco soprannominato "Dolberger". Quando i cavalieri della Prima Crociata vennero ad assediare Gerusalemme, uno dei membri della famiglia Dolberger salvò gli ebrei di lingua tedesca in Palestina e li riportò alla sicurezza di Worms, in Germania, per restituire il favore. Ulteriore evidenza di comunità tedesche nella Città Santa proviene dalle questioni halakhiche inviate dalla Germania a Gerrusalemme durante la seconda metà dell'undicesimo secolo.
Quanto sopra servì a provocare un'esplosione di nuove idee e percorsi filosofici.

### Yosef Shlomo ben Eliyahu Delmedigo

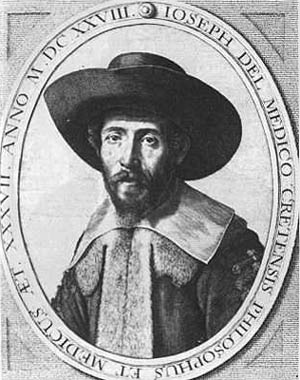
Ritratto di Yosef Delmedigo dal frontespizio del suo Sefer Elim

Yosef Solomon Delmedigo (anche Del Medigo, ebr. ישר מקנדיא, e Yashar Mi-Qandia o in ital. Jacopo de Candia; Candia 1591-1655, Praga) fu rabbino, medico, matematico, teorico della musica e insegnante - Baruch Spinoza studiò le sue opere. Trasferitosi da candia a Padova, studiò medicina e astronomia con Galileo Galilei, seguendone le lezioni durante l'anno accademico 1609-1610. Negli anni seguenti si riferiì spesso a Galileo chiamandolo "rabbi Galileo".
Laureatosi nel 1613, si trasferì a Venezia e trascorse un anno in compagnia di Leone Modena e Simone Luzzatto. Da Venezia tornò a Candia e da lì iniziò a viaggiare nel Vicino Oriente, raggiungendo Alessandria d'Egitto e il Cairo, dove partecipò ad un dibattito pubblico in matematica contro un matematico locale. Dall'Egitto si spostò a Istanbul, dove osservò la cometa del 1619. Dopo Istanbul girò per le comunità Caraite in Europa orientale, per poi arrivare ad Amsterdam nel 1623. Morì infine a Praga nel 1655. Nel corso della sua vita, ovunque soggiornò si guadagnò da vivere come medico e/o insegnante. La sua opera maggiore fu Elim (o Sefer Elim, Libro delle Palme), che tratta di matematica, astronomia, scienze naturali e metafisica – scrisse inoltre alcune lettere e saggi.
Ci fu tensione tra Delmedigo e la comunità ebraica italiana a causa dei suoi interessi intellettuali secolari e le sue associazioni con studiosi gentili. Quando Pico della Mirandola cadde in disgrazia col Vaticano, Delmedigo come conseguenza attraversò delle difficoltà finanziarie e decise quindi di lasciare l'Italia per sempre. Tornò a Creta, dove trascorse gli ultimi anni della sua vita. Durante questo periodo, Delmedigo ritornò al pensiero ebraico, scrivendo il Sefer Bechinat Ha-dath per i suoi studenti, in cui chiarì il suo disaccordo con le teorie magiche e cabalistiche che avevano ispirato il Discorso sulla dignità dell'uomo di Pico, ed espose la sua convinzione che un essere umano non può aspirare a diventare un dio, e che l'Ebraismo richiede all'uomo di "lottare per la razionalità, la sobrietà e la comprensione dei [suoi] limiti umani."
Delmedigo argomentò contro l'antichità della Qabbalah, notando che non era conosciuta ai saggi del Talmud, o ai Gaonim, o a Rashi. Egli negò inoltre che Rabbi Shimon bar Yochai fosse l'autore dello Zohar, dal momento che l'opera cita persone che vissero dopo la morte di Yochai. Attaccò anche gli esoterici allegoristi tra i filosofi ebrei. In un'altra sezione di Sefer Behinat Hadat, Delmedigo esamina criticamente il ragionamento intellettuale sottostante i comandamenti della Torah (Taʾamei ha-mitzvot).

### Baruch Spinoza

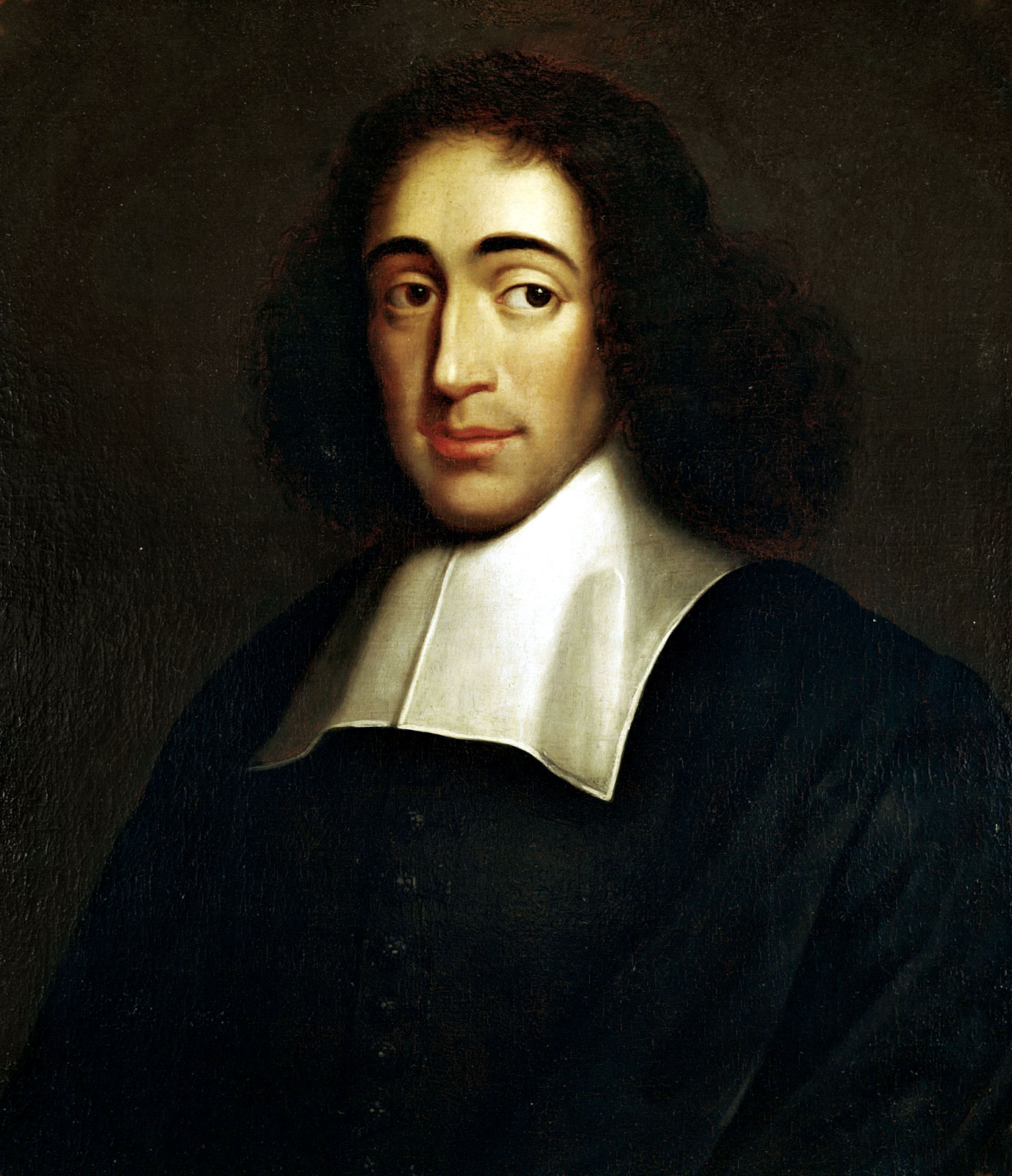
Baruch Spinoza

Nato ad Amsterdam il 24 novembre 1632 da genitori di religione ebraica divenuti poi marrani, cioè ebrei forzati a convertirsi al Cristianesimo, Baruch fu inizialmente educato nella comunità ebraica sefardita locale. Presso la scuola della comunità, il Talmud Torah, portò a termine i primi quattro gradi di istruzione. Nel 1649, in seguito alla morte del fratello maggiore Isaac, fu costretto ad abbandonare gli studi per aiutare il padre Michael nella conduzione dell'azienda commerciale della famiglia. La sua curiosità e la sua sete di conoscenza rimasero comunque inalterate, spingendolo a frequentare innanzitutto le yeshivot (gruppi di studio per adulti) della comunità e - in seguito alla maturazione di una sempre più marcata insoddisfazione nei confronti della vita e della religione ebraica e di un interesse crescente per altre idee filosofiche e scientifiche - la scuola di latino di Franciscus Van den Enden, a partire dal 1654.
Nel 1656 ruppe con l'ortodossia ebraica e venne espulso con un ḥerem (scomunica) dalla comunità di Amsterdam. – all'età di 29 anni e dopo questa drammatica esperienza, Spinoza pubblicò i Principi della filosofia di Cartesio, con l'appendice Pensieri Metafisici, opera che gli diede fama di esegeta della filosofia cartesiana. In questo periodo (1661), si era già formata intorno a lui una cerchia di amici e discepoli, con i quali intratteneva un nutrito scambio epistolare, fonte preziosa sull'andamento della sua riflessione. Iniziò la scrittura dell'Etica nel 1661 a Rijnsburg, per poi tentare di pubblicarla una prima volta nel 1664, con il titolo di Methodus inveniendi argumenta redacta ordine et tenore geometrico. La scelta di adottare il metodo geometrico corrispondeva all'intenzione di rendere immediatamente evidente il carattere di verità, dimostrabile ed eterna, che aveva la sua filosofia. In realtà, l'opera vide la luce solo dopo la sua morte, nella raccolta delle Opera Posthuma (1677), voluta e messa a punto dai suoi discepoli a pochi mesi dalla sua scomparsa, che comprende anche il Trattato sull'emendazione dell'intelletto, il Trattato teologico-politico, l'Epistolario e una grammatica ebraica, il Compendium grammatices linguae hebraeae.
L'influenza di Leone Ebreo e di Maimonide nelle sue opere è evidente. Alcuni critici contemporanei (ad es. Wachter, Der Spinozismus im Judenthum) hanno affermato di rilevare l'influenza della Qabbalah, mentre altri (ad es. Gottfried Leibniz) considerano lo spinozismo come una rinascita dell'averroismo, un metodo talmudico di riferirsi al razionalismo maimonideo. Nei secoli successivi alla sua morte, gli studiosi hanno riesaminato le opere di Spinoza e riscontrato in loro un corpo di lavoro e di pensiero che non è estraneo ad alcuni flussi contemporanei dell'Ebraismo. Per esempio, mentre Spinoza fu accusato di panteismo, filosofi moderni sono d'accordo nell'affermare che la sua opera sostiene il panenteismo, una visione contemporanea valida facilmente compresa nell'ebraismo moderno (si veda per esempio lo Chassidismo).

### Tzvi Hirsch ben Yaakov Ashkenazi
Rabbi Tzvi Hirsch ben Yaakov Ashkenazi (Moravia, 1656-1718, Leopoli) fu allievo di suo padre, ma soprattutto uno studente di suo nonno Rabbi Elijah Ba'al Shem di Chelm. Noto come il Chacham Tzvi per i suoi responsa dallo stesso titolo, servì per un periodo quale rabbino di Amsterdam. Fu uno strenuo oppositore dei seguaci del "falso messia" Sabbatai Zevi, ma ebbe una carriera irregolare a causa del suo carattere indipendente. Visitò molti paesi, tra cui l'Inghilterra, dove esercitò molta influenza. I suoi responsa sono tenuti in grande considerazione. Fu il nipote di Ephraim ha-Kohen, (autore di Shaʿar Efrayim) che a sua volta fu il genero di un nipote di Elijah Baˁal Shem di Chełm.<

### Jacob Emden
Rabbi Jacob Emden (Altona, 1697-1776) fu allievo di suo padre, Rabbi Tzvi Hirsch ben Yaakov Ashkenazi, rabbino di Amsterdam. Emden, notevole talmudista, fu anch'egli un forte oppositore dei sabbatiani (cabalisti messianici, seguaci di Sabbatai Zevi). Sebbene anti-maimonideo, Emden è rinomato per il suo esame critico dello Zohar, concludendo che molte sue parti erano contraffatte.

### Altri filosofi ebrei del XVII secolo
- Jacob Abendana, rabbino sefardita e filosofo
- Isaac Cardoso
- David Nieto, rabbino sefardita e filosofo
- Isaac Orobio de Castro, rabbino sefardita e filosofo

### Qabbalah e filosofia
La Cabala continuò ad essere centrale nell'ebraismo haredi, che generalmente rifiutava la filosofia, sebbene la corrente Chabad del Chassidismo dimostrasse un approccio più positivo verso tale disciplina. Contemporaneamente, il pensiero ebraico non ortodosso del tardo XX secolo conobbe una rinato interesse nella Qabbalah (Cabala ebraica). Nell'ambito degli studi accademici, Gershom Scholem iniziò un'indagine critica del misticismo ebraico, mentre le correnti non ortodosse, il Rinnovamento giudaico e il Neochassidismo, spiritualizzarono il culto. Molti filosofi non la reputano una forma di filosofia, poiché la Qabbalah è una raccolta di metodi esoterici per l'interpretazione testuale. Il misticismo è generalmente interpretato come un'alternativa alla filosofia, non una sua variante.
Tra i critici moderni della Qabbalah si annovera Yiḥyah Qafiḥ (1850–1931), che scrisse un libro intitolato Milhamoth ha-Shem (Guerre del Nome) contro ciò che egli considerava il falso insegnamento dello Zohar e la Cabala falsa di Isaac Luria. È considerato il precursore dei Dor Daim. Il filosofo e scienziato Yeshayahu Leibowitz condivise pubblicamente le opinioni espresse da Rabbi Yiḥyah Qafiḥ nella sua opera Milhhamoth ha-Shem e ci si basò nel comporre i suoi numerosi scritti.

## Filosofia ebraica dei secoli XVIII e XIX
Nel XVIII secolo iniziò una nuova era col pensiero di Moses Mendelssohn. Mendelssohn è stato descritto come il "'Terzo Mosè', col quale inizia una nuova era dell'Ebraismo", così come nuove ere iniziarono con Mosè il profeta e con Mosè Maimonide. Mendelssohn fu un filosofo ebreo tedesco le cui idee influenzarono la rinascita degli ebrei europei, la Haskalah (l'Illuminismo ebraico). È stato indicato come il padre dell'Ebraismo riformato, anche se i portavoce della riforma sono stati "restii ad affermarlo come loro padre spirituale". Mendelssohn venne ad essere considerato come una figura culturale fondamentale del suo tempo sia da parte dei tedeschi che degli ebrei. Il suo libro più significativo fu Jerusalem oder über religiöse Macht und Judenthum (Gerusalemme), pubblicato per la prima volta nel 1783.
Insieme a Mendelssohn, altri filosofi ebrei importanti del XVIII secolo includono:

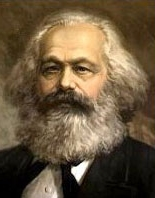
Karl Marx

- Menachem Mendel Lefin, filosofo della Haskalah e anti-chassidico
- Salomon Maimon, filosofo illuminista
- Isaac Satanow, filosofo della Haskalah
- Naphtali Ullman, filosofo della Haskalah[101]

Tra quelli del XIX secolo si annoverano:
- Elia Benamozegh, rabbino sefardita e filosofo
- Moses Hess, filosofo secolarista e uno dei fondatori del socialismo
- Samson Raphael Hirsch, leader della scuola Torah im Derech Eretz della neo-ortodossia del XIX secolo
- Samuel Hirsch, leader dell'Ebraismo riformato
- Nachman Krochmal, filosofo della Haskalah nella Galizia (Europa centrale)
- Samuel David Luzzatto, rabbino sefardita e filosofo
- Karl Marx, economista tedesco e filosofo.

### Atteggiamenti tradizionalisti sulla filosofia
I tradizionalisti Haredi che emersero nella reazione alla Haskalah (Illuminismo ebraico) consideravano difficile la fusione tra religione e filosofia, perché i filosofi classici nelle loro indagini iniziavano senza precondizioni per arrivare alle proprie conclusioni filosofiche, mentre gli osservanti religiosi classici avevano un set di principi religiosi di fede in cui dovevano credere. La maggior parte degli haredim sostenevano che non si può essere contemporaneamente un filosofo e un vero seguace di una religione rivelata. In questa prospettiva, tutti i tentativi di sintesi alla fine falliscono. Rabbi Nachman di Breslov, per esempio, reputava tutta la filosofia come falsa ed eretica. In questo egli rappresenta una linea di pensiero chassidico con particolare enfasi creativa sulle emozioni.
Altri esponenti dello Chassidismo hanno avuto un atteggiamento più positivo verso la filosofia. Nel scritti Chabad di Schneur Zalman di Liadi, lo Chassidut è visto come in grado di unire tutte le parti del pensiero originatosi dalla Torah, dalle scuole di filosofia al misticismo, scoprendo l'Essenza divina illuminante che permea e trascende tutti gli approcci. Interpretando il versetto di Giobbe, "dalla mia carne vedo HaShem", Shneur Zalman spiega il significato interiore, o "anima", della tradizione mistica ebraica in forma intellettuale, mediante analogie tratte dal contesto umano. Come esposto e perseguito dalle successive guide spirituali di Chabad, ciò ha permesso alla mente umana di afferrare i concetti di religiosità e quindi consentire al cuore di percepire l'amore e timore di Hashem, sottolineato da tutti i fondatori dello Chassidismo, in un percorso interiore. Questo sviluppo, livello culminante della tradizione mistica ebraica, unisce in tal modo filosofia e misticismo, esprimendo il trascendente in termini umani.

## Filosofia ebraica moderna
Una delle maggiori tendenze della filosofia ebraica moderna fu il tentativo di sviluppare una teoria del Ebraismo attraverso l'esistenzialismo. Uno dei protagonisti in questo campo fu Franz Rosenzweig. Nella preparazione della sua tesi di laurea sul filosofo tedesco del XIX secolo Georg Wilhelm Friedrich Hegel, Rosenzweig attaccò l'idealismo di Hegel in favore di un approccio esistenzialista. Rosenzweig considerò a lungo la conversione al cristianesimo, ma nel 1913 si diede alla filosofia ebraica. Egli divenne un filosofo e allievo di Hermann Cohen. L'opera prima di Rozenzweig, la Stella della Redenzione, mostra la sua nuova filosofia, in cui ritrae le relazioni tra Dio, l'umanità e il mondo nel modo in cui essi sono connessi dalla Creazione, la Rivelazione e la Redenzione. I successivi pensatori ebrei includono i Rabbini conservativi Neil Gillman e Elliot N. Dorff.
La forma di filosofia maggiormente polemica che si sviluppò all'inizio del XX secolo è forse il naturalismo religioso del Rabbino Mordecai Kaplan. La sua teologia era una variante della filosofia di John Dewey. Il naturalismo di Dewey combinava le convinzioni atee con una terminologia religiosa per creare una filosofia religiosamente accettabile per coloro che avevano perso la loro fede nella religione tradizionale. Seguendo i pensatori classici ebrei medievali, Kaplan affermò che Dio non è personale, e che tutte le descrizioni antropomorfiche di Dio sono, al massimo, metafore imperfette. La teologia di Kaplan proseguì dichiarando che Dio è la somma di tutti i processi naturali che permettono all'uomo di diventare auto-realizzato. Kaplan scrisse che “credere in Dio significa prendere per vero che il destino dell'uomo è innalzarsi dallo stato selvaggio ed eliminare tutte le forme di violenza e di sfruttamento dalla società umana”.
Una delle tendenze più recenti è stata una riformulazione della teologia ebraica attraverso la lente della filosofia dell'azione, e più specificatamente della teologia dell'azione. La filosofia dell'azione suggerisce che gli elementi fondamentali dell'universo sono occasioni di esperienza. Secondo questa nozione, ciò che le persone comuni ritengono concreti oggetti sono in realtà successioni di queste occasioni di esperienza. Le occasioni di esperienza possono essere organizzate in gruppi; qualcosa di complesso come un essere umano è perciò un gruppo di molte occasioni di esperienza più piccole. In questo tipo di visione, tutto nell'universo è caratterizzato dall'esperienza (che non deve essere confusa con la coscienza); non esiste dualismo mente-corpo in questo sistema, perché la “mente” è visto semplicemente come un tipo di esperienza molto sviluppata.
Inerente a questa visione del mondo è la nozione che tutte le esperienze sono influenzate da esperienze anteriori, e influenzeranno tutte le esperienze future. Questo processo di influenza non è mai deterministica; un'occasione di esperienza consiste in un processo di comprensione di altre esperienze, e poi una reazione a ciò. È questa l'azione della filosofia dell'azione. La filosofia dell'azione dà a Dio un posto speciale nell'universo delle occasioni di esperienza. Dio racchiude tutte le altre occasioni di esperienza ma al tempo stesso le trascende; perciò la filosofia d'azione è una forma di panteismo
Le idee originali della teologia dell'azione furono sviluppate da Charles Hartshorne (1897-2000), e influenzarono un numero di teologi ebraici, incluso il filosofo inglese Samuel Alexander (1859-1938) e i Rabbini Max Kaddushin, Milton Steinberg e Levi A. Olan, Harry Slominsky e un po' più in basso, Abraham Joshua Heschel. Oggi alcuni rabbini che sostengono la teologia dell'azione o una teologia simile includono i Rabbini William E. Kaufman, Harold Kushner, Anton Laytner, Nahum Ward, Donald B. Rossoff e Gilbert S. Rosenthal.
Forse il cambiamento più inaspettato nel pensiero religioso ebraico alla fine del XX secolo fu la rinascita di interesse nella Qabbalah. Molti filosofi non la considerano una forma di filosofia, poiché la Qabbalah è una forma di Misticismo. Il Misticismo in generale viene solitamente compreso come un'alternativa alla filosofia, e non una sua variante.

### La teologia dell'Olocausto
(Primo Levi)

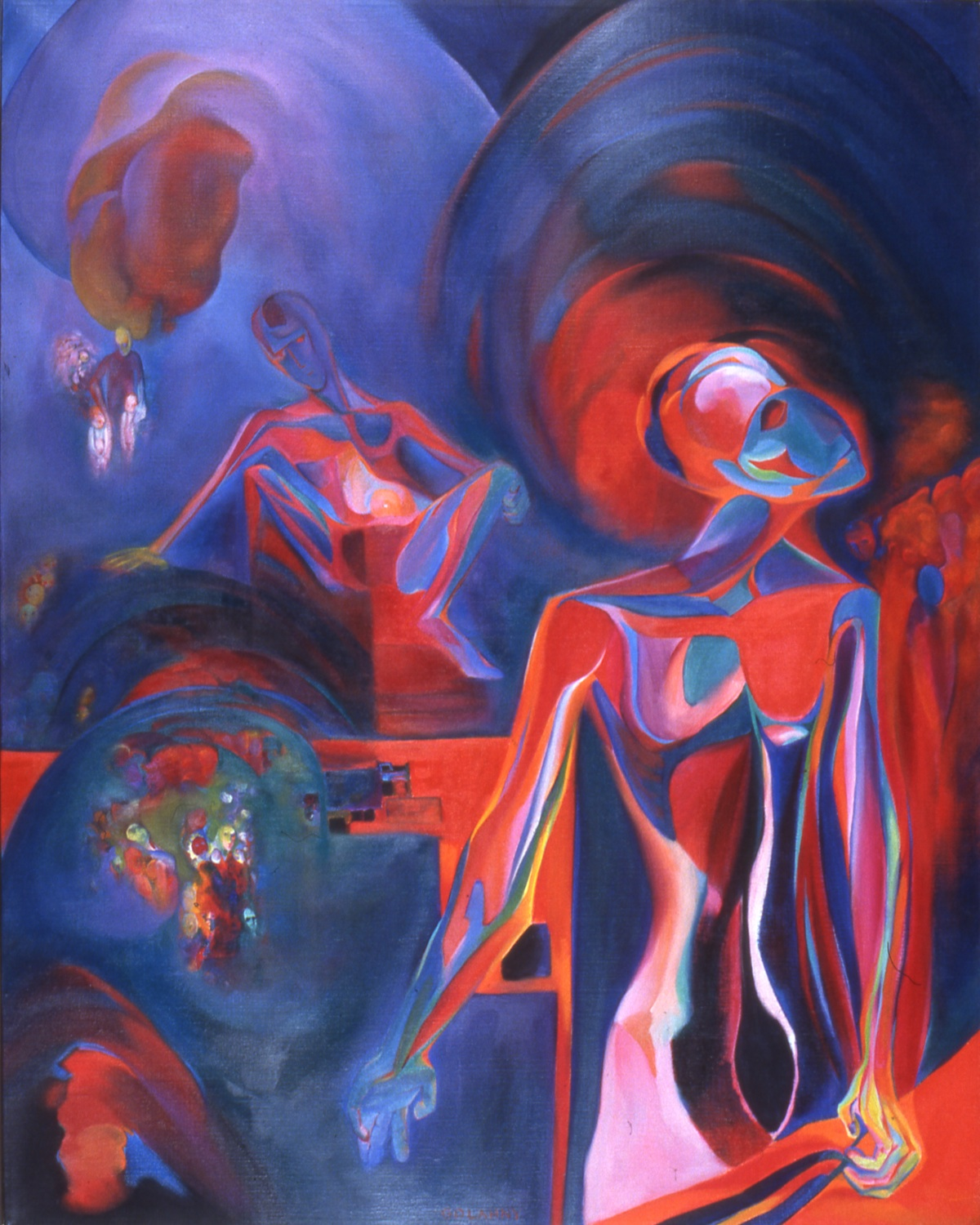
Campo di Concentramento 1. Berta Rosenbaum Golahny, olio su tela, 1985, 30" x 24".

L'ebraismo, insieme alle altre due religioni abramitiche, ha tradizionalmente insegnato che Dio è onnipotente, onnisciente e onnipresente. Tuttavia, queste affermazioni sono in stridente contrasto con la presenza del male nel mondo. Forse la domanda più difficile con cui si sono confrontati i monoteismi è come si possa conciliare l'esistenza di Dio con l'esistenza del male.
Questo è il problema del male. Tutte le fedi monoteiste nel corso della storia hanno proposto molte risposte. Comunque, alla luce della grandezza del male visto nell'Olocausto, molte persone hanno riesaminato le visioni classiche a questo proposito.

Come può l'essere umano avere ancora un qualsiasi tipo di fede dopo l'Olocausto?

La domanda e le risposte ebraiche concernenti questo tema sono discusse nella voce sulla teologia dell'Olocausto.
Lo stesso argomento è stato oggetto d'interesse anche nella teologia protestante, la quale ha prodotto, negli anni sessanta del Novecento, il movimento teologico della morte di Dio, composto soprattutto da teologi statunitensi, che risente fortemente anche del nichilismo di Friedrich Nietzsche.

## Filosofi ebrei moderni
I seguenti filosofi hanno avuto un impatto sostanziale sulla filosofia di Ebrei dei giorni moderni che si identifichino come tali. Essi sono scrittori che hanno trattato consapevolmente con tematiche filosofiche all'interno di una struttura ebraica.

### Filosofi ebrei ortodossi

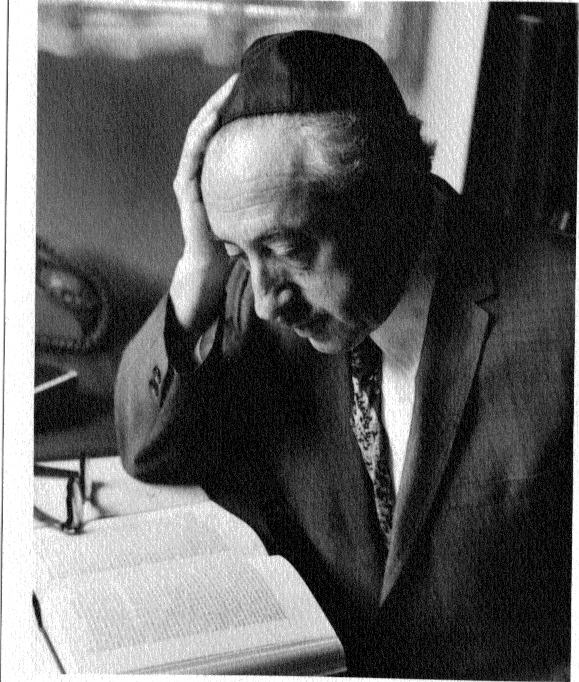
Eliezer Berkovits

- Shalom Carmy
- Eliezer Berkovits
- Eliyahu Eliezer Dessler
- Samson Raphael Hirsch
- Yitzchok Hutner
- Menachem Kellner
- Steven T. Katz
- Abraham Isaac Kook
- Norman Lamm
- Joseph Soloveitchik
- Yeshayahu Leibowitz

### Filosofi ebrei conservatori

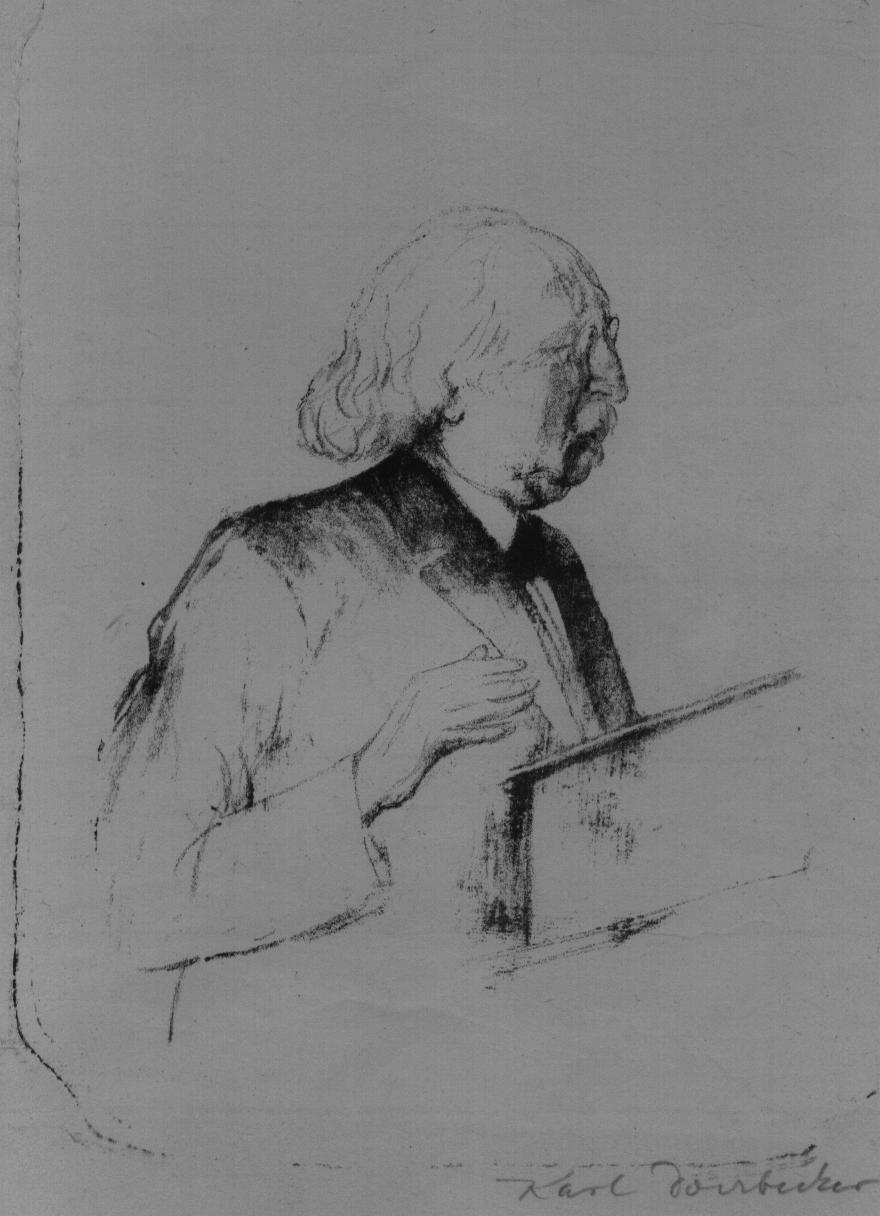
Hermann Cohen

- Elliot N. Dorff
- Neil Gillman
- Abraham Joshua Heschel
- William E. Kaufman
- Harold Kushner
- Bradley Shavit Artson
- Max Kadushin
- Alan Mittleman
- David Novak
- Ira F. Stone

### Filosofi ebrei riformati
- Avigdor Chaim Gold
- Emil Fackenheim
- Eugene Borowitz
- Leo Baeck

### Filosofi ebrei ricostruzionisti
- Mordecai Kaplan

### Altri

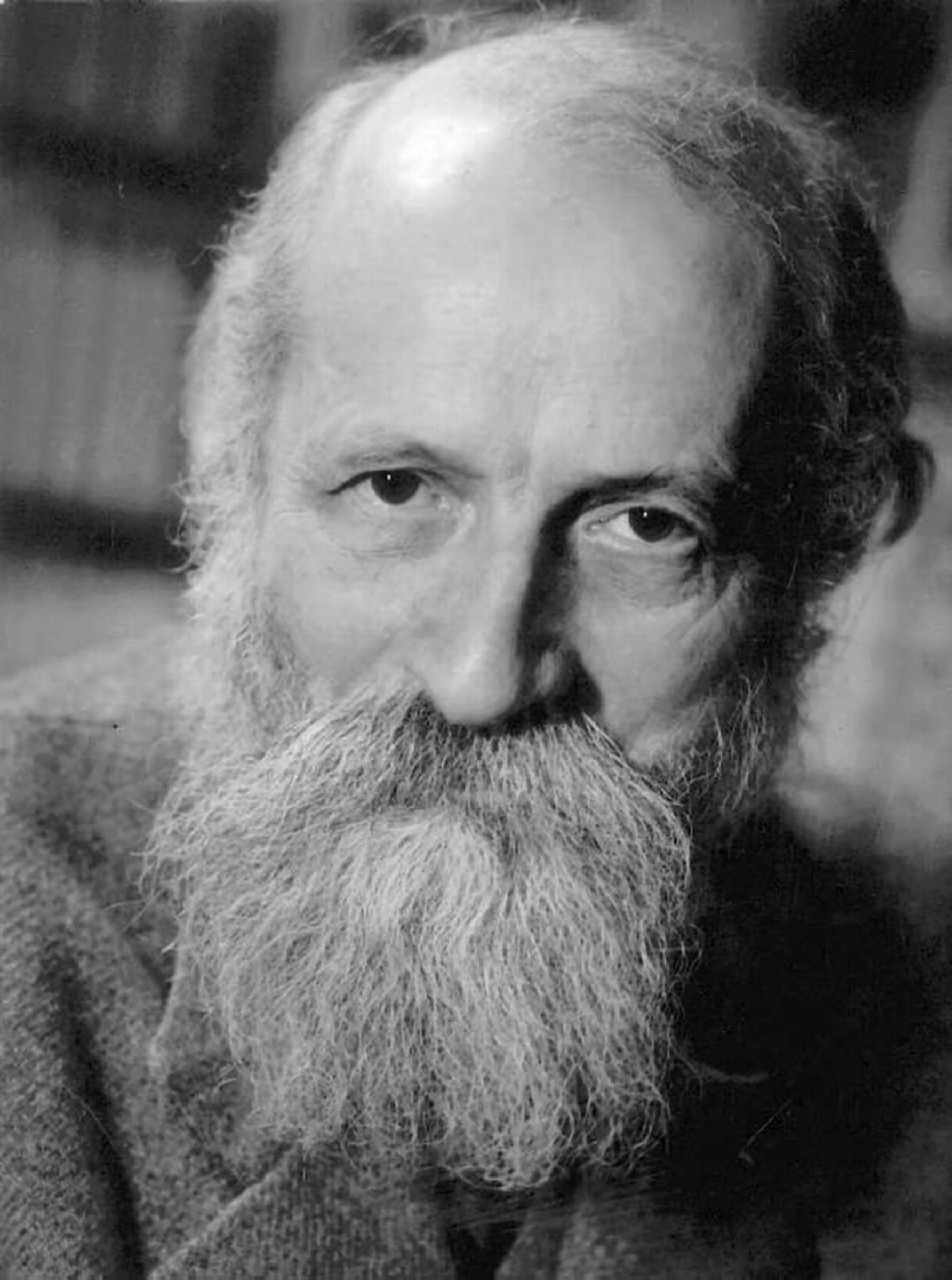
Martin Buber

- Hans Jonas
- Moses Mendelssohn
- Martin Buber
- Franz Rosenzweig
- Will Herberg
- Richard Rubenstein

### Filosofi di formazione ebraica
Nel XX e XXI secolo ci sono stati molti filosofi di origine ebraica ed il cui ebraismo ha in qualche modo il rispettivo approccio di ricerca, ma che non si sono focalizzati su questioni specificamente ebraiche. Tra questi si annoverano i seguenti:
- Theodor W. Adorno
- Joseph Agassi, israeliano, filosofo della scienza che ha sviluppato le idee di Karl Popper.[105]

- Sigmund Freud
- Harold Bloom
- Hannah Arendt
- Raymond Aron
- Walter Benjamin
- Hermann Cohen
- Henri Bergson

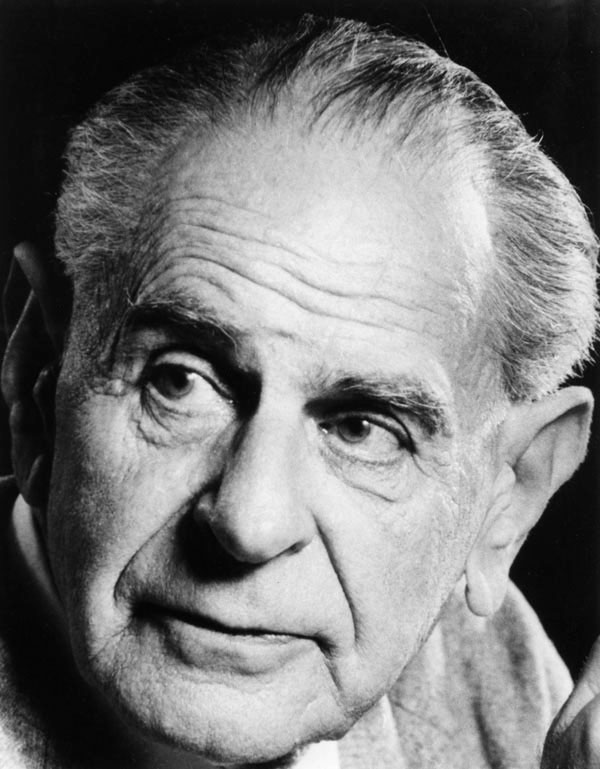
Karl Popper

- Noam Chomsky, linguista statunitense, filosofo, scienziato cognitivo e attivista politico
- Jacques Derrida, filosofo ebreo francese
- Ronald Dworkin, filosofo giurista americano
- Yehuda Elkana, israeliano, filosofo della scienza
- Edmund Husserl
- Alberto Jori, filosofo ebreo italiano
- Saul Kripke, metafisico e filosofo di logica modale
- Emmanuel Lévinas
- Thomas Nagel, filosofo ebreo di origine serba
- Martha Nussbaum, filosofo americano di etica e politica
- Karl Popper
- Hilary Putnam, filosofo americano di analitica
- Ayn Rand, filosofa ebrea russo-americano concentrato sulla ragione aristotelica
- Peter Singer, filosofo utilitariano
- Leo Strauss
- Alfred Tarski - studioso polacco di logica
- Ludwig Wittgenstein
- Irvin Yalom - psichiatra e psicoterapeuta di scuola esistenzialista
- Zygmunt_Bauman

### In rete
- (HE) Material by topic, daat.ac.il, su daat.ac.il.
- (HE, EN) Primary Sources, Ben Gurion University, su hsf.bgu.ac.il. URL consultato il 14 febbraio 2014 (archiviato dall'url originale il 14 maggio 2011).
- (HE) Online materials, Halacha Brura Institute, su halachabrura.org.
- (HE) From the Israeli high-school syllabus, education.gov.il, su cms.education.gov.il.
- (HE) Articoli sulla filosofia ebraica di Haim Lifshitz e Isaac Lifshitz, su hebrew.sadnatenosh.org. URL consultato il 14 febbraio 2014 (archiviato dall'url originale il 31 agosto 2009).
- (EN) Filosofia ebraica, in Jewish Encyclopedia, New York, Funk & Wagnalls, 1901-1906.

### In stampa
- Philosophy. Jewish, in Encyclopaedia Judaica. Second Edition, vol. 16, Farmington Hills, Thomson Gale, 2007,  pp. 64-114, ISBN 978-0-02-865944-2.
- Daniel H. Frank e Oliver Leaman (a cura di), History of Jewish Philosophy, vol. 1, New York, Routledge, 1997, ISBN 978-04-1508064-4.
- Martin Kavka, Zachary Braiterman e David Novak (a cura di), The Cambridge History of Jewish Philosophy - Volume 2: The Modern Era, Cambridge, Cambridge University Press, ISBN 978-0-521-85243-2.
- Steven Nadler e T. M. Rudavsky (a cura di), The Cambridge History of Jewish Philosophy - Volume 1: From Antiquity through the Seventeenth Century, Cambridge, Cambridge University Press, 2009, ISBN 978-0-521-84323-2.
- Colette Sirat, La filosofia ebraica medievale, Brescia, Paideia, 1990, ISBN 978-88-3940438-1.
- Mauro Zonta, La filosofia antica nel Medioevo ebraico, Brescia, Paideia, 996, ISBN 978-88-3940641-5.